# Campagna delle isole Gilbert e Marshall
La campagna delle isole Gilbert e Marshall si svolse tra il novembre 1943 e il febbraio 1944 nell'ambito dei più vasti eventi del teatro del Pacifico della seconda guerra mondiale. La campagna vide le forze aeree, navali e terrestri degli Stati Uniti d'America lanciare l'invasione anfibia degli arcipelaghi delle isole Gilbert e delle isole Marshall nell'oceano Pacifico centrale, controllati dalle truppe dell'Impero giapponese; l'offensiva statunitense fu l'atto di apertura di un secondo grande fronte di conflitto nel Pacifico centrale, le cui operazioni si svolsero in parallelo a quelle del teatro del Pacifico sud-occidentale che avevano centralizzato l'attenzione di Stati Uniti e Giappone dalla metà del 1942.
Vi fu una netta differenza tra le operazioni svoltesi nelle Gilbert e quelle nelle Marshall. Ancora relativamente inesperte in materia di attacchi anfibi, le forze statunitensi intesero usare la campagna per la conquista delle Gilbert come grande esercitazione in vista delle future offensive nel Pacifico centrale; tattiche ed equipaggiamenti non erano tuttavia ancora completamente messi a punto e, per quanto dall'esito scontato stante la sproporzione delle forze in campo, l'eliminazione delle guarnigioni giapponesi fu ottenuta solo al termine di sanguinosi scontri. La battaglia di Tarawa (20-23 novembre 1943), in particolare, vide le unità dello United States Marine Corps subire pesanti perdite umane per conquistare solo una minuscola isoletta del Pacifico; la guarnigione giapponese che la occupava, piuttosto che arrendersi, oppose una resistenza fanatica finendo completamente annientata.
L'esperienza accumulata nelle Gilbert fu tenuta in conto per la successiva offensiva nelle Marshall, che si svolse invece senza eccessivi problemi per le forze statunitensi. Precedute da imponenti bombardamenti aerei e navali e appoggiate da reparti corazzati, le forze statunitensi invasero alcuni dei principali atolli delle Marshall, conquistandoli a dispetto della strenua resistenza giapponese; gli statunitensi si assicurarono il controllo dell'atollo di Kwajalein (31 gennaio - 3 febbraio 1944) e di quello di Eniwetok (17-23 febbraio), mentre le restanti isole tenute dai giapponesi furono aggirate e neutralizzate tramite periodiche campagne di bombardamento. La flotta giapponese, soverchiata numericamente e qualitativamente da quella statunitense, si rivelò del tutto incapace di impedire l'offensiva; la grande base navale giapponese di Truk fu anzi duramente colpita e di fatto neutralizzata da un'incursione di portaerei statunitensi tra il 17 e il 18 febbraio 1944. La campagna delle Marshall portò allo sfondamento della prima barriera difensiva allestita dai giapponesi nel Pacifico centrale, aprendo all'avanzata degli statunitensi alla volta del Giappone stesso.

## Antefatti

### Decisioni strategiche
La prima fase della guerra nel teatro dell'oceano Pacifico aveva visto le forze degli Stati Uniti d'America condurre, principalmente, operazioni difensive e controffensive per arginare l'avanzata delle truppe dell'Impero giapponese. Dopo la decisiva vittoria nella battaglia delle Midway (4-6 giugno 1942) tra le opposte flotte, il comando statunitense per il Pacifico (Pacific Ocean Areas, POA) aveva dato il via a una serie di manovre controffensive nella regione delle isole Salomone, al fine di allontanare qualsiasi minaccia giapponese alle strategiche linee di comunicazione navali tra gli Stati Uniti e l'Australia: con lo sbarco dei Marine statunitensi sull'isola di Guadalcanal il 7 agosto 1942 aveva quindi preso vita una dura campagna protrattasi poi per mesi, con innumerevoli scontri tanto a terra quanto in mare mentre le forze statunitensi avanzavano progressivamente lungo la catena di isole verso nord alla volta della più importante base giapponese nella regione, Rabaul. Contemporaneamente, tra agosto e novembre 1942 le truppe statunitensi e australiane del comando del Pacifico sud-occidentale (South West Pacific Area, SWPA) avevano bloccato, nel corso della campagna della pista di Kokoda, un'offensiva terrestre giapponese diretta a conquistare l'importante base di Port Moresby attraverso le regioni interne della Nuova Guinea orientale; i reparti alleati erano poi passati al contrattacco, spingendosi attraverso l'entroterra della Nuova Guinea in una manovra convergente sulla base giapponese di Rabaul di concerto con le truppe in avanzata dalle Salomone.

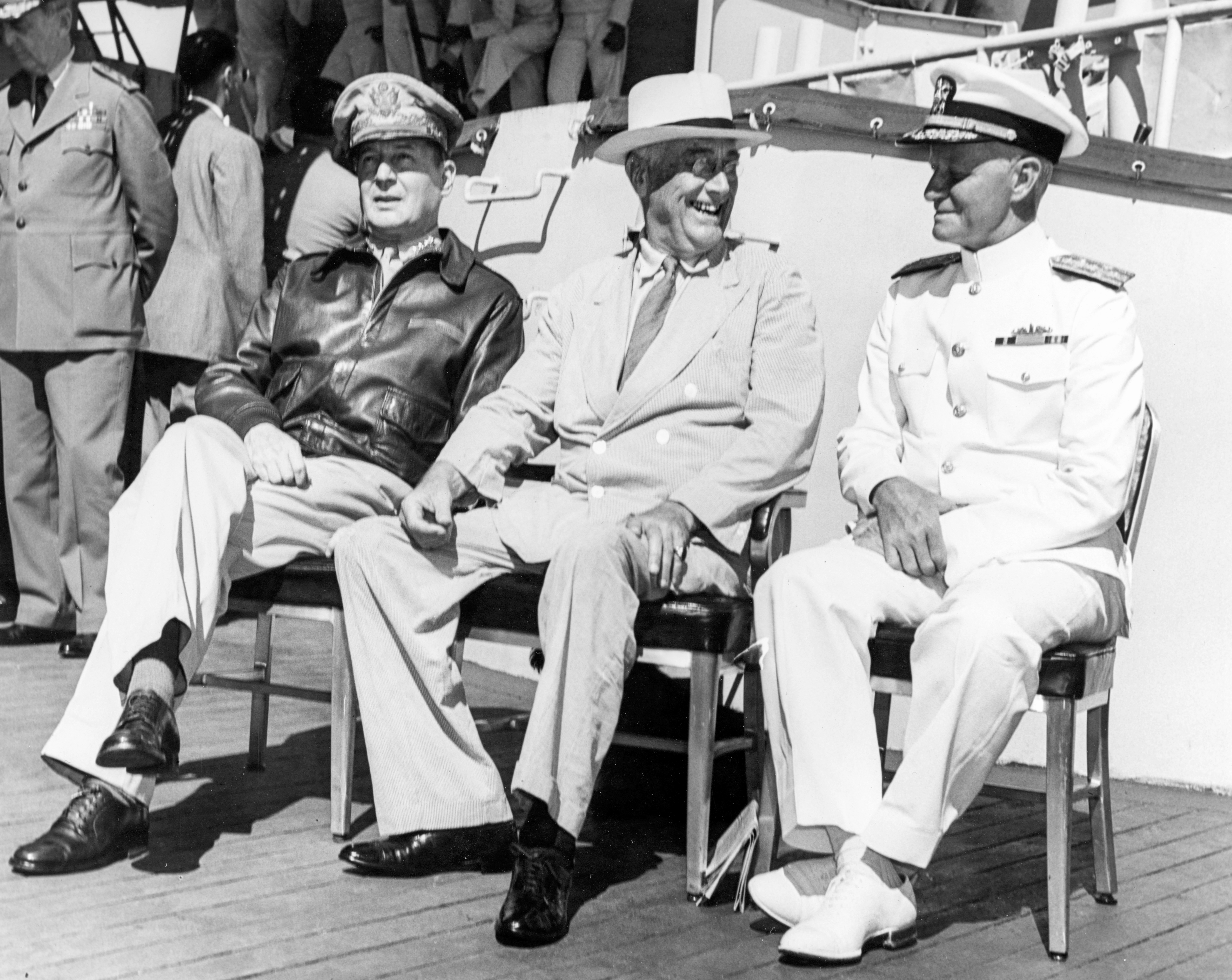
Il presidente Roosevelt siede in mezzo tra i due massimi comandanti statunitensi nel Pacifico, il generale MacArthur a sinistra e l'ammiraglio Nimitz a destra, in una foto del luglio 1944

Dopo Midway, il teatro bellico del Pacifico centrale aveva conosciuto un lungo periodo di sostanziale stasi delle operazioni, limitate a poche incursioni di gruppi navali e agli attacchi dei sommergibili al traffico mercantile. Nell'ambito dei piani di guerra contro il Giappone elaborati nel periodo interbellico (il cosiddetto "War Plan Orange"), il comando statunitense aveva previsto di occupare alcuni punti strategici negli arcipelaghi della Micronesia, controllati dai giapponesi, per farne delle basi avanzate da cui supportare il trasferimento di truppe e navi alla volta delle Filippine, da dove sarebbe poi partita l'offensiva finale alla volta dello stesso Giappone; questi piani erano stati tuttavia accantonati durante la fase iniziale della guerra, dopo la perdita delle Filippine e la destinazione delle principali risorse della United States Pacific Fleet al supporto delle operazioni nelle Salomone. Un primo ritorno all'idea di un'offensiva nel Pacifico centrale si ebbe nel corso della conferenza di Casablanca del gennaio 1943 tra i massimi leader degli Alleati occidentali: il capo di stato maggiore della United States Navy (Chief of Naval Operations), ammiraglio Ernest King, propose fondamentalmente una ripresa del piano "Orange", ovvero un'offensiva attraverso gli arcipelaghi del Pacifico centrale in direzione delle Filippine, la cui riconquista da parte degli Alleati avrebbe consentito di tagliare la rotta di collegamento tra il Giappone e le sue principali fonti di materie prime nel Sud-est asiatico. Pur approvato in linea di massima dai vertici alleati, non c'era modo però di attuare subito il piano di King: l'accettazione da parte del presidente Franklin Delano Roosevelt del principio del Germany first, secondo cui il primo obiettivo strategico degli Alleati doveva essere la sconfitta della Germania nazista, limitava le risorse belliche destinabili alle campagne nel Pacifico, e con le loro forze già impegnate a fondo nel teatro delle isole Salomone e della Nuova Guinea i vertici militari statunitensi decisero di rimandare l'attuazione dell'offensiva nel Pacifico centrale a dopo la conquista di Rabaul.
A partire dalla metà del 1943, tuttavia, la situazione iniziò a cambiare: con l'industria bellica statunitense ora a pieno regime, grandi quantità di materiali di ogni tipo iniziarono ad affluire alle forze degli Alleati, e un considerevole numero di nuove unità navali venne messo in mare per rinforzare i ranghi della Pacific Fleet. Per la fine dell'anno la US Navy poteva contare non solo di ripianare le gravi perdite accusate nella campagna delle Salomone, ma anche di ampliare i ranghi della flotta su una scala enorme: solo nel campo delle portaerei, rivelatesi l'arma decisiva per le operazioni nel Pacifico, la flotta statunitense vide un incremento dalle otto unità in servizio all'entrata in guerra nel dicembre 1941 alle 50 unità in servizio alla fine del 1943, senza contare il sempre più crescente numero di navi da battaglia, incrociatori, cacciatorpediniere e mezzi per la guerra anfibia che andava ad aggiungersi ai ranghi. L'immissione in servizio di una simile flotta richiedeva più che mai la definizione di una strategia chiara per sfruttarne appieno il potenziale bellico, e due erano le linee d'azione che si fronteggiavano: proseguire con le operazioni nel Pacifico meridionale, o aprire anzitempo il proposto secondo fronte nel Pacifico centrale. Il responsabile del SWPA, il generale dell'United States Army Douglas MacArthur, insisteva come ovvio per continuare la spinta offensiva nel suo settore, mentre il comandante del POA, ammiraglio Chester Nimitz, proponeva invece l'apertura di un secondo fronte nel suo teatro di competenza, in questo spalleggiato da King e dai vertici della US Navy: la vastità degli spazi oceanici avrebbe consentito di impiegare in maniera ottimale le risorse della Pacific Fleet, dispiegando task force di portaerei veloci per tagliare fuori e quindi neutralizzare i gruppi di isole occupati dai giapponesi, manovrando più liberamente rispetto alle ristrette e affollate acque delle Salomone e della Nuova Guinea; un'offensiva nel Pacifico meridionale correva poi il rischio di venire colpita sul fianco esposto da contrattacchi aeronavali sferrati dalle basi giapponesi allestite negli atolli del Pacifico centrale, e in generale la via centrale era quella più diretta alla volta del Giappone stesso. Non secondario era poi il desidero dei vertici della Marina di tenere le loro nuove portaerei fuori dal controllo di un generale dell'Esercito come MacArthur, le cui tendenze "accentratici" delle risorse messe a disposizione per il fronte del Pacifico erano ben note.
Lo stato maggiore congiunto delle forze armate statunitensi (Joint Chiefs of Staff o JCS) risolse la diatriba tra MacArthur e Nimitz in maniera piuttosto salomonica, disponendo che tanto le offensive nel Pacifico meridionale quanto l'apertura di un secondo fronte nel Pacifico centrale proseguissero in parallelo: risultava insensato ritirare dai combattimenti le forze già in azione contro i giapponesi nel Pacifico meridionale, pertanto a MacArthur vennero destinate risorse sufficienti per continuare le sue operazioni attorno a Rabaul, accerchiando e neutralizzando la base con bombardamenti aerei e sbarchi nelle isole vicine per poi proseguire l'offensiva in direzione della Nuova Guinea occidentale, trampolino di lancio alla volta delle Filippine. Contemporaneamente, Nimitz avrebbe messo in campo tutto il potenziale della Pacific Fleet per catturare località chiave negli arcipelaghi del Pacifico centrale, dove allestire basi da cui prolungare la spinta offensiva verso le isole Marianne a nord (ultima barriera difensiva prima dello stesso Giappone) o verso le Filippine a sud; oltre a risolvere la diatriba tra MacArthur e Nimitz con un compromesso accettabile, la doppia offensiva avrebbe obbligato i giapponesi a dividere in due le loro forze e le loro riserve senza la possibilità di concentrarle in un unico settore minacciato. La conferenza di Washington del 12-25 maggio 1943 tra i massimi vertici alleati diede quindi un'approvazione ufficiale a questa nuova linea d'azione.

### Gli obiettivi degli statunitensi

#### Le Marshall

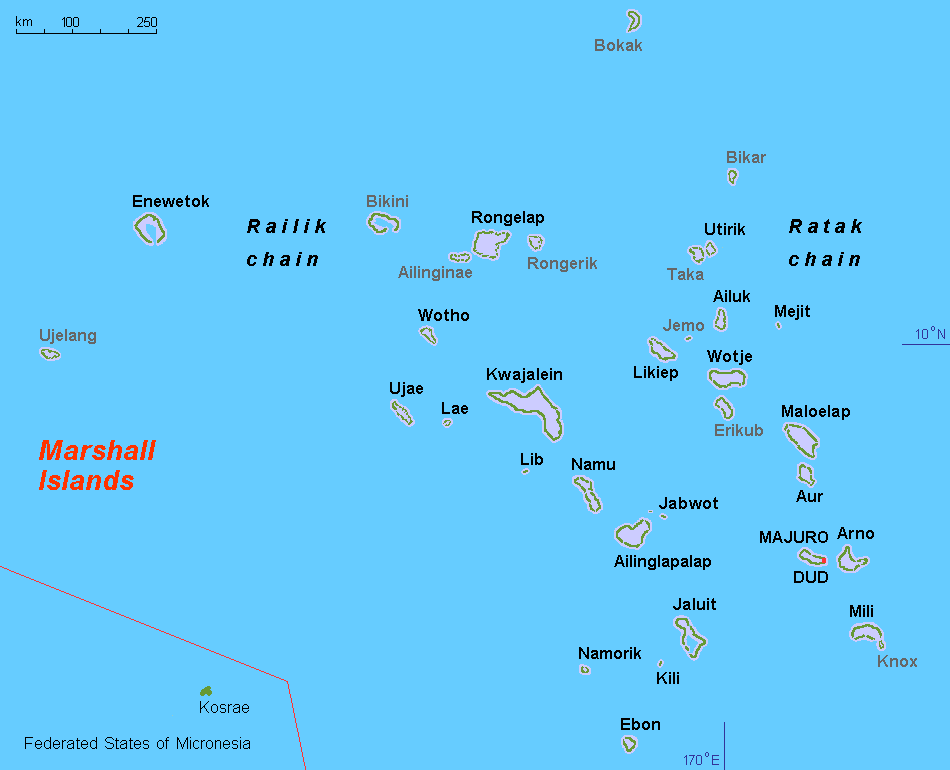
Carta delle isole Marshall

L'obiettivo delle forze di Nimitz nel Pacifico centrale era il territorio del cosiddetto Mandato del Pacifico meridionale, una serie di arcipelaghi già colonie dell'Impero tedesco e acquisiti dal Giappone al termine della prima guerra mondiale come mandato della Società delle Nazioni. Il più orientale degli arcipelaghi in mano ai giapponesi, e di conseguenza il più vicino alle basi statunitensi nelle Hawaii, era quello delle isole Marshall.
Le isole Marshall sono un vasto arcipelago collocato approssimativamente a metà strada tra il Giappone le Hawaii, distando circa 4 000 chilometri da ciascuno di essi, comprendente 29 atolli, cinque isole singole e 867 scogli per un totale di 182 km² di terre emerse; contando singolarmente le isole che compongono i vari atolli, le 1 152 isole, isolotti e scogli sono sparsi su 1950000 km² di oceano, allungandosi per più di 1 000 chilometri in longitudine. Gli atolli sono costituiti da varie isole disposte a circolo, spesso il bordo superiore di un estinto vulcano sommerso, racchiudenti una laguna interna a cui si accede tramite stretti passaggi; tutte le isole e gli atolli sono circondati da una barriera corallina, per buona parte posta sotto la superficie dell'acqua, che si avvicina di più alla costa dalla parte dell'oceano. L'isola maggiore generalmente dà il nome all'intero atollo. L'altitudine sul livello del mare varia da uno ad appena sei metri, con una media di due metri; le uniche fonti d'acqua dolce sono le precipitazioni, abbondanti tra giugno e novembre. Le isole maggiori abbondano di boschi di palme da cocco, banani e alberi del pane, ma le isole più piccole sono prive di vegetazione o ricoperte solo da cespugli; le spiagge sono strette o piatte. Gli ultimi dati disponibili sulla popolazione anteguerra risalivano al 1935 e calcolavano in circa 10 000 i nativi delle isole e 490 i coloni giapponesi ivi trasferitisi.
L'interesse per le Marshall da parte delle forze armate giapponesi era stato inizialmente piuttosto scarso, visto che l'arcipelago era considerato come una posizione troppo avanzata ed esposta per potere essere efficacemente difeso nell'ambito di un conflitto incentrato sul predominio navale nel Pacifico. La Convenzione della Società delle Nazioni vietava poi formalmente la costruzione di fortificazioni e basi militari nel territorio del Mandato, per quanto questa proibizione fu prima aggirata dai giapponesi (costruendo strutture di ausilio alla navigazione aerea e navale civile che in caso di guerra potevano essere rapidamente convertite a un uso militare) e poi lasciata completamente cadere quando il Giappone si ritirò dalla Società delle Nazioni nel marzo 1933. Alla fine del 1939 la Marina imperiale giapponese creò quindi la 4ª Flotta come comando superiore destinato alla difesa del Mandato; l'atollo di Truk nelle isole Caroline venne trasformato in una grande base aerea e navale, perno delle attività giapponesi nel Pacifico centrale, ma i progressi nel campo dell'aviazione rendevano ora di interesse militare anche le Marshall, viste come ottime sedi di piste aeree avanzate per i bombardieri a lungo raggio della Marina nipponica di base a terra: da un punto di vista militare i giapponesi potevano servirsi delle Marshall sia come barriera contro attacchi provenienti dai possedimenti statunitensi, britannici e australiani posti a nord e sud di esse, sia come rampa di lancio per la conquista di questi stessi territori.
A partire dalla metà del 1940 i giapponesi iniziarono quindi a impiantare strutture militari anche nelle Marshall. La Marina giapponese prese possesso dei sei atolli più grandi delle Marshall, quelli abbastanza ampi per ospitare una pista d'atterraggio per i velivoli o le cui lagune interne potevano rappresentare ancoraggi sicuri per le navi. L'atollo di Kwajalein ospitò uno scalo per sommergibili e un aeroporto sulle isole congiunte di Roi e Namur (unite da una strada in cemento) a nord, una base per idrovolanti sull'isola di Ebeye a est e un secondo campo d'aviazione (ancora incompleto nel 1944), un ancoraggio e varie strutture di supporto sull'isola principale di Kwajalein a sud-est. Altri aeroporti, basi per idrovolanti e strutture di supporto furono collocati sugli atolli di Eniwetok (o Enewetak), Maloelap, Wotje e Mille (o Mili); a Jaluit si trovava un'importante base navale, e l'atollo costituiva il centro amministrativo dell'arcipelago. La posizione giapponese nelle Marshall fu poi rafforzata nei primi mesi di guerra tramite l'occupazione dell'isola di Wake a nord (un possedimento statunitense catturato nel dicembre 1941 al termine di una dura battaglia) e delle isole di Nauru e Ocean a sud (possedimenti rispettivamente dell'Australia e del Regno Unito occupati senza opposizione nell'agosto 1942).
L'occupazione delle isole Marshall era stata contemplata nell'originale "War Plan Orange" prebellico statunitense, ma con l'uscita del Giappone dalla Società delle Nazioni l'accesso degli stranieri al territorio del Mandato era stato categoricamente proibito e questo complicava non poco la raccolta di informazioni certe sulle posizioni giapponesi nell'arcipelago: si ignorava completamente la consistenza delle forze giapponesi poste a presidio delle isole, ma si riteneva che le difese fossero molto solide. Impensieriva anche la vicinanza delle Marshall all'atollo di Truk, da cui si riteneva possibile che la Marina nipponica potesse lanciare vigorosi contrattacchi aeronavali; per quanto il ritmo delle nuove costruzioni navali stesse accelerando, la flotta statunitense continuava a fare affidamento su navi costruite nel periodo interbellico, spesso ormai obsolete, e si preferiva evitare di correre rischi inutili. A questo punto del conflitto, inoltre, gli Stati Uniti non possedevano ancora una grossa esperienza in fatto di assalti anfibi: il Corpo dei Marine aveva da tempo studiato tattiche ed equipaggiamenti per la guerra anfibia, ma l'esperienza concreta accumulata in questo campo negli anni precedenti il conflitto era molto limitata. Le campagne nel Pacifico meridionale avevano visto molte operazioni anfibie da parte delle forze statunitensi, ma di natura diversa da quella che le attendeva nel Pacifico centrale: le Salomone o la Nuova Guinea erano ampie e montuose, e le guarnigioni giapponesi poste a difesa si erano concentrate prevalentemente sulle alture nelle regioni interne, rendendo l'opposizione agli sbarchi in sé piuttosto blanda. Piatti e circoscritti, gli atolli del Pacifico non offrivano alcuna possibilità di una difesa in profondità: i giapponesi si sarebbero trincerati sulle spiagge, opponendosi agli sbarchi fin dai primi istanti.

#### Le Gilbert

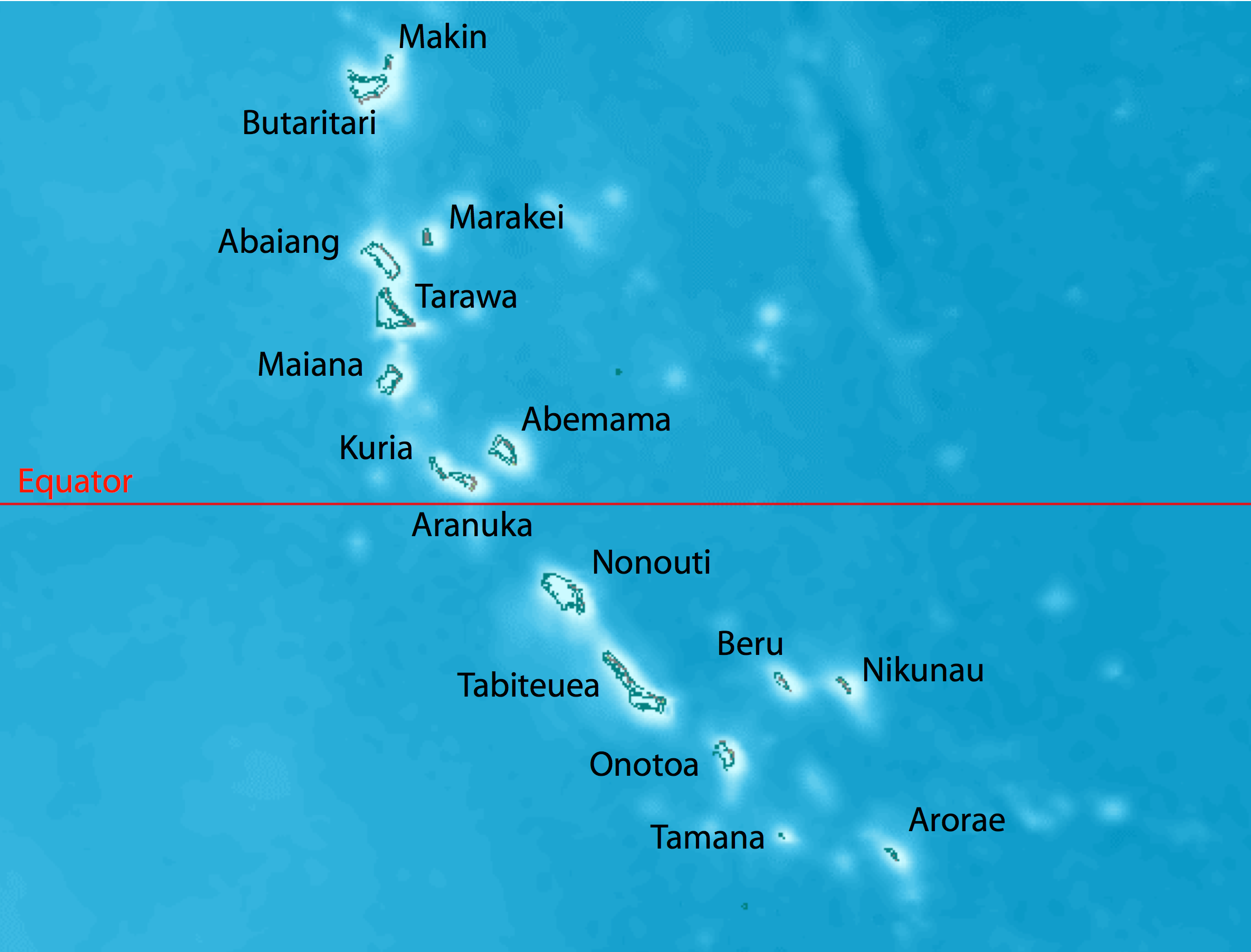
Carta delle isole Gilbert

I comandi statunitensi decisero quindi di aprire la loro offensiva nel Pacifico centrale attaccando un obiettivo all'apparenza più facile delle Marshall, posto a sufficiente distanza da Truk per evitare il pericolo di una immediata e vigorosa reazione della Marina nipponica, e dotato di difese che potessero essere espugnate con qualsiasi mezzo si fosse messo in campo; tale obiettivo fu individuato, nel corso di una conferenza dei comandanti statunitensi tenutasi a Pearl Harbor il 4 settembre 1943, nell'arcipelago delle isole Gilbert. Poste a 480 chilometri a sud-est delle Marshall, le Gilbert sono una catena di 16 atolli e isole principali disposta per 805 chilometri in lunghezza in un leggero arco da nord-ovest a sud-est proprio a cavallo dell'Equatore; la superficie delle terre emerse ammonta in totale a 430 km². Morfologicamente gli atolli delle Gilbert sono identici a quelli delle Marshall, con un'altitudine non superiore a 3,6 metri sul livello del mare e un'ampia barriera corallina a circondare ogni isola; il clima è uniformemente caldo e umido. Protettorato del Regno Unito dal 1892, nel 1916 le Gilbert furono amministrativamente unite alle isole Ellice per formare la colonia delle Isole Gilbert ed Ellice, ma l'interesse britannico per questi lontani possedimenti rimase molto scarso: nel 1941 la popolazione dell'arcipelago ammontava a 28 000 persone, di cui però meno di 100 di origine europea, e i nativi godevano di un sostanziale autogoverno interno.
Prive di qualunque infrastruttura militare o anche solo di una pista di aviazione, le Gilbert furono occupate da truppe giapponesi provenienti dalle Marshall nei primi giorni di guerra nel Pacifico: una mossa intesa a rafforzare le difese delle Marshall stabilendo basi avanzate per i ricognitori a lungo raggio dell'aviazione nipponica. Tra l'8 e il 10 dicembre 1941, nel corso della cosiddetta "operazione Gi", una formazione navale nipponica salpata da Jaluit, guidata dal posamine Okinoshima e scortata dai cacciatorpediniere Asanagi e Yunagi, sbarcò in maniera incontrastata truppe di marina nel centro amministrativo dell'arcipelago, l'atollo di Tarawa; queste truppe furono in seguito ritirate, e l'occupazione giapponese venne ristretta all'atollo più settentrionale, Makin, dove furono realizzate una stazione radio e una base per idrovolanti.
La presenza giapponese nelle Gilbert rimase blanda per diversi mesi, con appena una quarantina di militari dislocati su Makin, fino all'agosto 1942. Tra il 16 e il 18 agosto 1942 un distaccamento di forze speciali statunitensi dei Marine Raiders sbarcato da sommergibili colpì la base giapponese di Makin, causando danni e vittime prima di ritirarsi. Il raid di Makin fu una mossa alquanto controproducente per gli statunitensi: senza aver ottenuto alcun reale risultato concreto nel quadro più ampio della guerra in corso, mise invece sull'avviso i giapponesi circa la minaccia che correvano le Gilbert e spinse il comando nipponico a rafforzarne immediatamente la guarnigione. Svariate migliaia di militari giapponesi iniziarono ad affluire nell'arcipelago, e su Tarawa furono avviati i lavori di costruzione di una nuova grande base aerea; tra settembre e ottobre 1942 contingenti giapponesi esplorarono inoltre gli altri atolli delle Gilbert e vi stabilirono posti di vedetta, internando i civili europei e dando la caccia ai pochi Coastwatchers degli Alleati rimasti a presidiare l'arcipelago.
Nondimeno, l'apparente successo del raid portò gli strateghi statunitensi a considerare le difese delle isole come deboli e non capaci di resistere a un assalto anfibio; le Gilbert sembravano così rappresentare il terreno ideale per testare la preparazione delle forze statunitensi alle grandi operazioni anfibie ed "esercitarsi" in vista di successive e più impegnative offensive. Il passato dominio coloniale britannico consentiva agli statunitensi di avere accesso a molte più informazioni sulle Gilbert rispetto alle Marshall, anche se l'eliminazione della rete di Coastwatchers e l'internamento della popolazione europea rendevano difficile ottenere notizie fresche sulla presenza dei giapponesi. L'arcipelago rivestiva anche una certa importanza strategica, visto che, dopo la perdita della Salomone, rappresentava il limite più meridionale del perimetro di difesa allestito dai giapponesi nel Pacifico a protezione delle isole patrie: una minaccia potenziale ai collegamenti tra Stati Uniti e Australia, ma anche una posizione facilmente isolabile e attaccabile da parte degli Alleati; in aggiunta, le Gilbert si trovavano alla portata dei campi di volo allestiti dagli Alleati alle isole Ellice, e una volta occupate avrebbero funto da basi per i bombardieri destinati ad appoggiare gli sbarchi nelle Marshall.

## Piani e schieramenti

### Galvanic, Flintlock e Catchpole

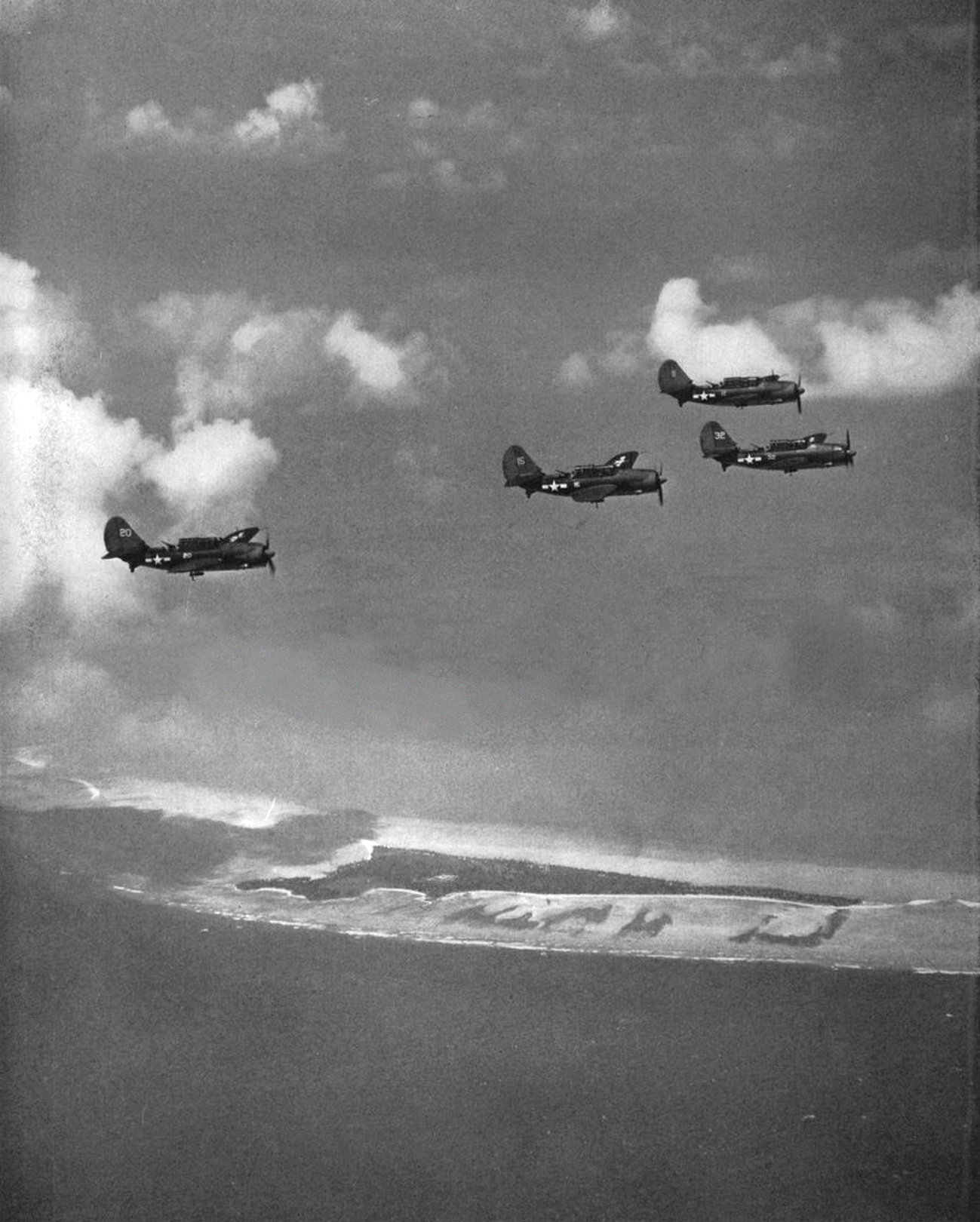
Velivoli Curtiss SB2C Helldiver statunitensi sorvolano Tarawa nel novembre 1943

L'alta direzione strategica della campagna statunitense nelle Gilbert e nelle Marshall fu affidata da Nimitz all'ammiraglio Raymond Spruance, capo di stato maggiore e vicecomandante della Pacific Fleet. L'imminente campagna sarebbe stata impostata sulla base dei dettami della cosiddetta leapfrogging strategy ("strategia del salto della rana") già sperimentata nel corso della campagna della Salomone: invece di assaltare e occupare ogni singola postazione tenuta dai giapponesi, processo dispendioso in termini di tempo e risorse da dedicarvi, gli statunitensi si sarebbero invece concentrati nel catturare poche posizioni chiave, dove allestire basi aeree e navali con cui appoggiare la successiva mossa offensiva; le isole rimaste in mano ai giapponesi sarebbero state aggirate e tagliate fuori, neutralizzando le loro capacità offensive con periodiche campagne di bombardamenti aerei e navali, rendendo inutile per il Giappone il loro possesso nel quadro generale della prosecuzione della guerra. La scelta degli obiettivi fu però oggetto di varie discussioni in seno all'alto comando statunitense.
Per quanto riguardava l'invasione delle Gilbert (nome in codice: operazione Galvanic), l'atollo di Tarawa fu selezionato subito come obiettivo principale dell'attacco, in virtù sia della presenza di un vasto campo di aviazione sia del suo ruolo simbolico, in quanto sede della precedente amministrazione coloniale britannica; una forza secondaria avrebbe occupato anche, in contemporanea all'assalto a Tarawa, il piccolo atollo di Apamama (o Abemama) più a sud. L'ammiraglio King pretese di includere nel piano anche l'occupazione dell'isola di Nauru, 400 chilometri a ovest di Tarawa, ma Spruance oppose un rifiuto: l'isola aveva scarsa importanza strategica nel quadro delle operazioni in corso, e per la sua cattura sarebbe stato necessario impiegare almeno una divisione in più con le relative risorse navali d'appoggio, rischiando di compromettere la riuscita dell'attacco principale a Tarawa. Dopo vari studi in merito, la conferenza di Pearl Harbor del settembre 1943 decretò la cancellazione del piano di assalto a Nauru, sostituito invece con un'operazione più ridotta volta all'occupazione dell'atollo di Makin nel nord delle Gilbert; l'inizio dell'operazione Galvanic fu quindi fissato per il novembre 1943.

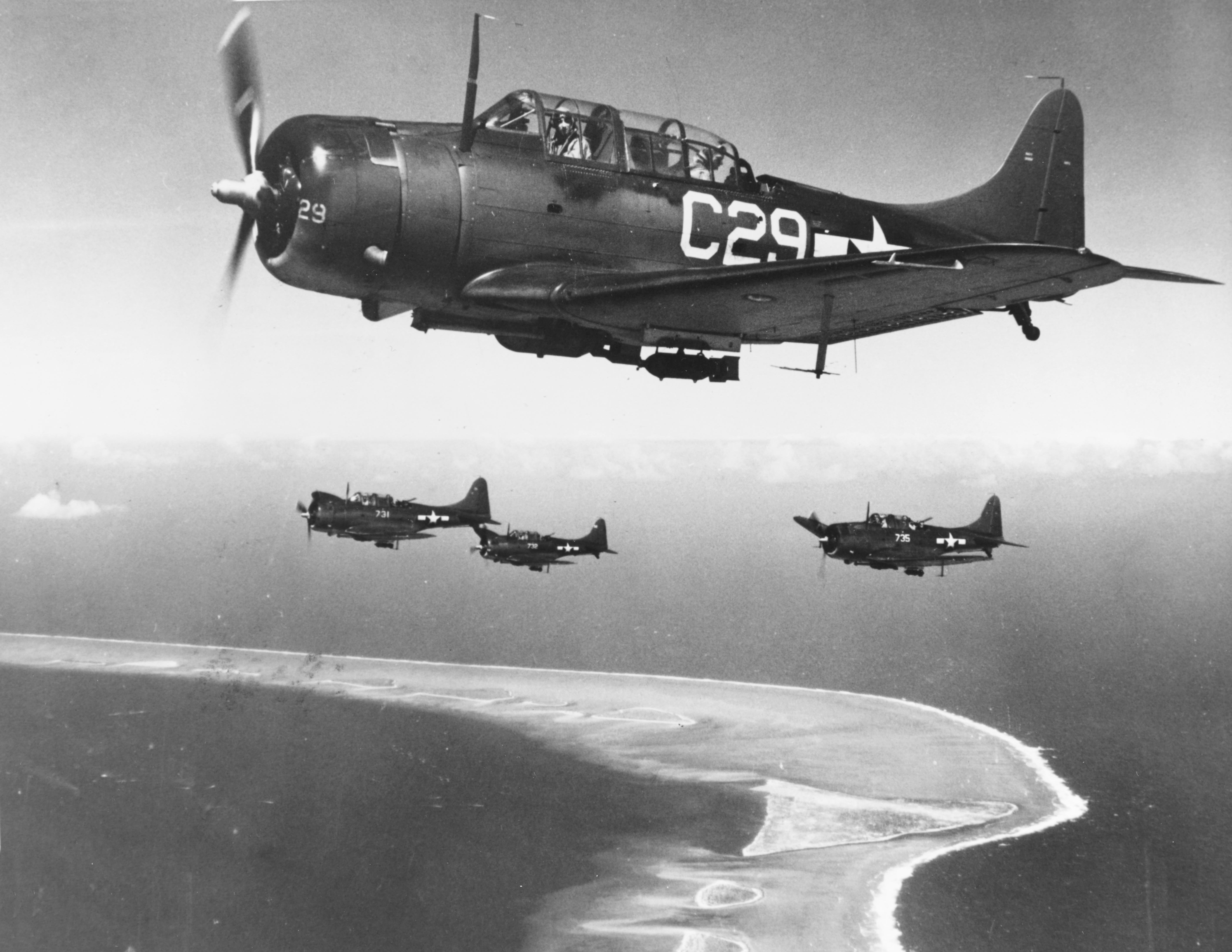
Bombardieri Douglas SBD Dauntless statunitensi sorvolano l'atollo di Eniwetok nel febbraio 1944

Più complicata fu la scelta degli obiettivi da assaltare nelle Marshall. Un primo piano presentato alla conferenza di Pearl Harbor indicò come obiettivo dell'attacco l'atollo di Eniwetok, il più occidentale dell'arcipelago e piuttosto distaccato dal resto delle isole tenute dai giapponesi: l'atollo era una posizione strategica, visto che costituiva un importante punto d'appoggio nella via di rifornimento aerea e navale che univa il Giappone alle Marshall. Fu inoltre consigliata l'occupazione dell'isola di Wake (a nord-est delle Marshall e piuttosto distante dall'arcipelago) e dell'isola di Kusaie (la più orientale delle Caroline, a sud-ovest delle Marshall) con le loro basi aeree, tagliando fuori in pratica l'intera consistenza delle forze giapponesi schierate nelle Marshall. Nimitz si oppose al piano, ritenendo troppo pericoloso lasciarsi alle spalle forze giapponesi così consistenti, e l'operazione venne rivista. Il punto centrale dell'attacco fu quindi spostato sull'atollo di Kwajalein: posto quasi al centro geografico dell'arcipelago, la sua vasta laguna interna costituiva una base navale ideale per la prosecuzione delle operazioni nel Pacifico centrale. Nimitz incluse nel piano anche la presa degli atolli di Maloelap e Wotje, i più vicini alle Hawaii: la loro occupazione unitamente a quella di Kwajalein avrebbe posto sotto controllo statunitense il 65% delle piste di aviazione esistenti nelle Marshall, rendendo più semplice la neutralizzazione delle restanti basi aeree giapponesi; del piano originale venne mantenuta l'idea di occupare l'atollo di Eniwetok, azione che avrebbe costituito un'operazione secondaria da attuarsi dopo l'assalto principale agli altri tre atolli. La cattura di Kwajalein, Maloelap e Wotje (operazione Flintlock) venne quindi fissata per il gennaio 1944, mentre quella di Eniwetok (operazione Catchpole) fu inizialmente stabilita per il maggio seguente, salvo venire anticipata al marzo 1944 quando ci si rese conto che le difese giapponesi dell'atollo non erano così forti.
Le dure lezioni apprese con l'attacco a Tarawa portarono a una rivisitazione di tutto il piano per l'operazione Flintlock: dopo aver appreso quanto le difese giapponesi potessero essere ostiche, suddividere le forze in un assalto a tre grossi atolli non apparì più come una buona idea; tutto il progetto per Flintlock venne quindi rivisto, furono fatti diversi cambiamenti e gli obiettivi furono ridimensionati. L'intuizione fu che i giapponesi avrebbero fortificato per primi gli atolli più vicini alle basi statunitensi nelle Hawaii, la cui conquista da parte degli statunitensi appariva quindi un obiettivo ovvio anche per il nemico; per ragioni simili venne scartata l'idea di occupare gli atolli più vicini alle Gilbert come Jaluit e Mille, che i giapponesi avrebbero prevedibilmente rinforzato come risposta agli sbarchi statunitensi su Tarawa e Makin. Gli sbarchi su Maloelap e Wotje furono quindi cancellati dal piano e tutte le risorse concentrate sulla conquista di Kwajalein: l'atollo era bene addentro alle difese giapponesi e si riteneva che i nipponici non avessero ancora avuto il tempo di rafforzarne le difese allo stesso livello delle altre isole. Spruance si disse preoccupato per la decisione di abbandonare la conquista di Maloelap e Wotje e chiese che le due isole fossero attaccate prima di Kwajalein: la proposta venne respinta, visto che avrebbe fatto ritardare l'avvio dell'invasione di Kwajalein di almeno un mese. Alla fine Spruance ottenne che al piano venisse aggiunta l'occupazione dell'atollo di Majuro, posto tra Maloelap a nord e Mille a sud, che si riteneva fosse poco difeso visto che ospitava solo una modesta base per idrovolanti: una volta preso, su di esso potevano essere realizzati aeroporti da cui le forze statunitensi potevano proteggere la base navale di Kwajalein e portare attacchi agli altri atolli rimasti in mano ai giapponesi, oltre a rappresentare un utile ancoraggio avanzato per la flotta. Il nuovo piano (Flintlock II) fu quindi approvato il 20 dicembre 1943, con data di inizio fissata al 17 gennaio 1944, salvo venire posticipato alla fine del mese a causa di ritardi nel radunare le forze destinate all'operazione.

### Il piano di difesa giapponese

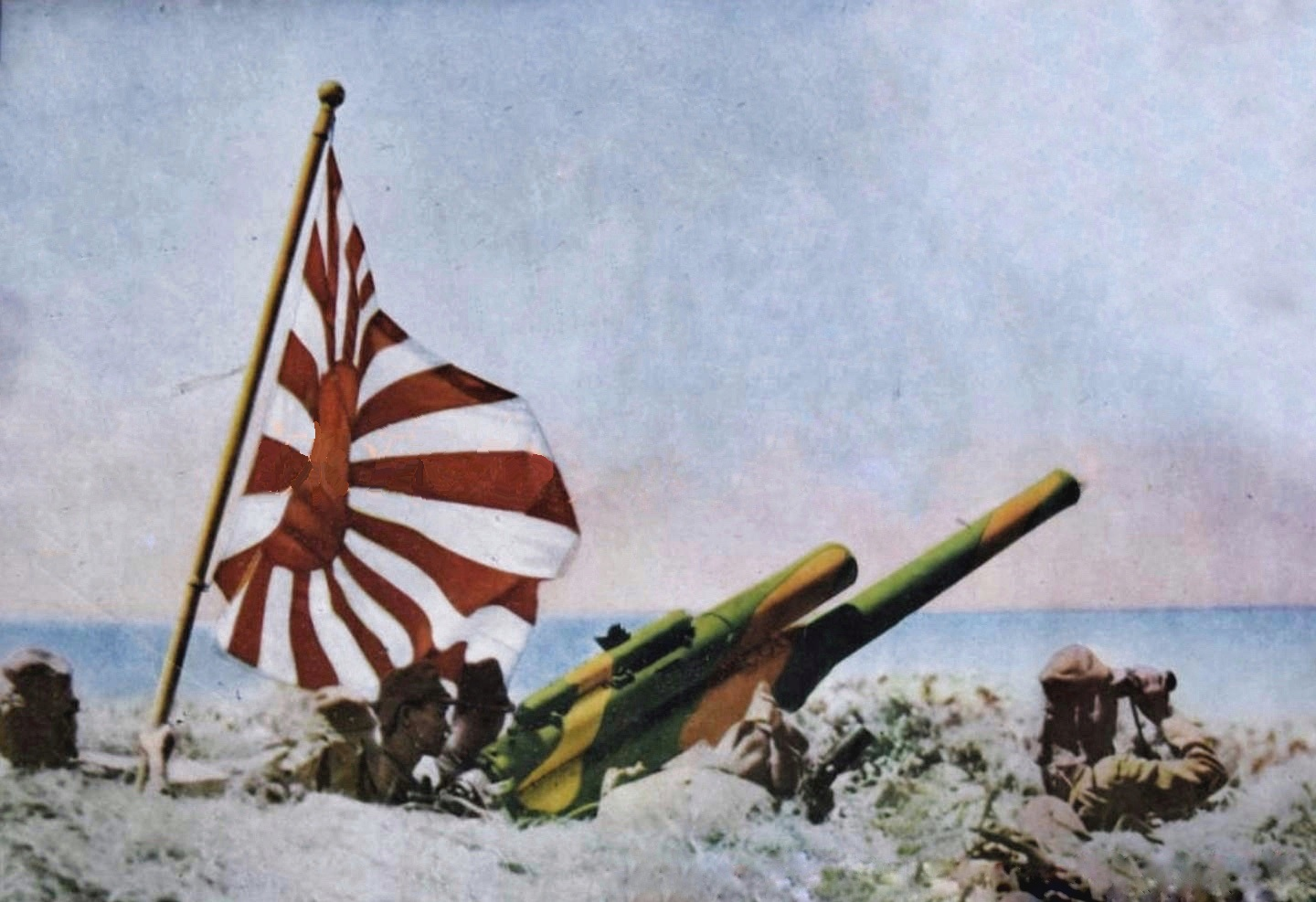
Truppe e artiglieria giapponesi a Tarawa in una immagine dell'epoca

L'offensiva statunitense nel Pacifico centrale non giungeva inaspettata per i giapponesi. Spie alle Hawaii segnalavano già dalla metà di agosto 1943 il concentramento nella base di Pearl Harbor di truppe e vaste risorse navali statunitensi, informazioni confermate tra settembre e ottobre da missioni di ricognizione sulla base intraprese da idrovolanti lanciati da sommergibili; un'avvisaglia anche più minacciosa fu l'incursione organizzata da Nimitz tra il 1º settembre e il 5 ottobre 1943, quando una flotta di portaerei veloci statunitensi colpì duramente le basi aeree giapponesi poste sulle isole di Marcus e Wake.
In queste circostanze i giapponesi dovevano al più presto rafforzare le loro difese nel Pacifico a protezione della madrepatria, in particolare dopo la perdita delle Salomone e l'aggiramento della base di Rabaul, e il 30 settembre 1943 il gran quartier generale imperiale istituì una nuova "zona di difesa nazionale" attraverso il Pacifico: soprannominata dagli Alleati "Tojo Line" (dal nome dell'allora capo del governo nipponico, il generale Hideki Tōjō), la nuova linea di difesa partiva dalle coste meridionali delle Indie orientali olandesi, piegava a settentrione in corrispondenza della Nuova Guinea occidentale, proseguiva attraverso le Caroline facendo perno sul bastione di Truk e passava poi per gli arcipelaghi delle isole Marianne, isole Vulcano e isole Bonin più a nord. Le posizioni ricomprese in questa linea dovevano essere fortificate e rinforzate, mentre un sistema di basi aeree sparse in profondità e in grado di supportarsi a vicenda avrebbe contenuto e logorato l'impatto del primo assalto degli statunitensi, dando tempo e modo alle portaerei e navi da battaglia della Flotta Combinata di intervenire per combattere la decisiva battaglia finale con la flotta nemica. Le Marshall e le Gilbert non erano ricomprese all'interno della "Tojo Line", ma non per questo furono abbandonate: i comandanti locali ricevettero anzi l'ordine di fortificarsi il più possibile e di contendere le loro isole agli attacchi degli statunitensi, attuando un'azione dilatoria mentre proseguiva l'allestimento della nuova "zona di difesa nazionale".
La Marina giapponese stese piani di contingenza per far fronte ad attacchi nemici nella zona delle Gilbert e delle Marshall, prevedendo di inviare al contrattacco formazioni di sommergibili e bombardieri a lungo raggio a partire dalla base di Rabaul; gli incrociatori della 2ª Flotta di base a Truk si sarebbero nel mentre posizionati nella zona a nord e ovest di Nauru, fungendo da esca per attirare la flotta statunitense più vicina alle basi aeree nipponiche i cui bombardieri avrebbero decimato il nemico. Quasi nessuno tuttavia si illudeva sul fatto che, qualora gli statunitensi fossero sbarcati in forze, posizioni così periferiche come le Gilbert sarebbero state semplicemente abbandonate a sé stesse, ma ciò non fece venire meno la determinazione di truppe e comandanti lì dislocati: i giapponesi erano pronti a combattere per difendere ogni loro posizione.

## Forze in campo

### Gli statunitensi
L'apertura di un fronte offensivo nel Pacifico centrale richiese una riorganizzazione della struttura di comando delle forze di Nimitz. Fino a quel momento le operazioni belliche statunitensi nella zona era state principalmente di natura controffensiva e incentrare sulla flotta, e quindi Nimitz le aveva gestite facendo affidamento esclusivamente sul preesistente stato maggiore della Pacific Fleet; i progettati sbarchi anfibi nelle Gilbert e nelle Marshall avrebbero invece visto l'attuazione di operazioni congiunte terrestri e navali, con il conseguente maggior coinvolgimento delle unità dell'Esercito. Ricevute il 20 luglio 1943 le direttive finali del JCS circa la conduzione della campagna, il 5 agosto Nimitz stabilì un comando operativo incaricato della pianificazione dell'operazione e della sua attuazione: la Central Pacific Force, affidata alla direzione dell'ammiraglio Spruance. Subordinati al quartier generale di Spruance vi erano tre sottocomandi operativi: la Fifth Amphibious Force agli ordini del contrammiraglio Richmond Turner, un veterano delle operazioni anfibie nel Pacifico meridionale, avrebbe diretto le operazioni di sbarco propriamente dette controllando tanto le navi da trasporto e da supporto quanto le truppe di terra dei Marine e dell'Esercito; la Fast Carrier Force del contrammiraglio Charles Alan Pownall avrebbe protetto e appoggiato a distanza le forze anfibie, riunendo il grosso delle portaerei della Pacific Fleet con le loro scorte di navi da battaglia e incrociatori; infine, la Defense and Shore-Based Air Force del contrammiraglio John H. Hoover avrebbe diretto le operazioni dei velivoli di base a terra, compresi i bombardieri a lungo raggio della Seventh Air Force dell'Aviazione dell'Esercito (USAAF).
Per l'operazione Galvanic le forze del contrammiraglio Turner, designate complessivamente come Task Force 54 (TF 54), furono suddivise in due raggruppamenti principali: la Northern Attack Force o Task Force 52 sotto la direzione dello stesso Turner per Makin e la Southern Attack Force o Task Force 53 del contrammiraglio Harry Hill per Tarawa; le due forze da sbarco avevano una consistenza simile, con un gruppo di navi da trasporto per le truppe, un gruppo di navi da battaglia obsolete e incrociatori per il cannoneggiamento navale e un gruppo di portaerei di scorta per l'appoggio aereo ravvicinato. La flotta di portaerei del contrammiraglio Pownall (designata come Task Force 50) disponeva di quattro gruppi di portaerei di linea e leggere sostenute da divisioni di incrociatori e navi da battaglia moderne, di cui uno assegnato in appoggio a ognuna delle operazioni di sbarco e due in riserva pronti a contrastare attacchi navali giapponesi; in totale gli statunitensi mettevano in campo 36 unità da trasporto scortate e appoggiate da 107 navi da guerra, comprendenti 17 portaerei, 12 corazzate, 8 incrociatori pesanti, 4 incrociatori leggeri e 66 cacciatorpediniere. La minaccia di un intervento della flotta giapponese da Truk era ritenuta molto credibile, e pertanto il grosso delle risorse navali statunitensi come pure i comandanti principali (Spruance a bordo dell'incrociatore USS Indianapolis e Turner con insegna sulla nave da battaglia USS Pennsylvania) gravitavano nella zona di Makin, la più vicina alle basi giapponesi nelle Marshall e nelle Caroline.

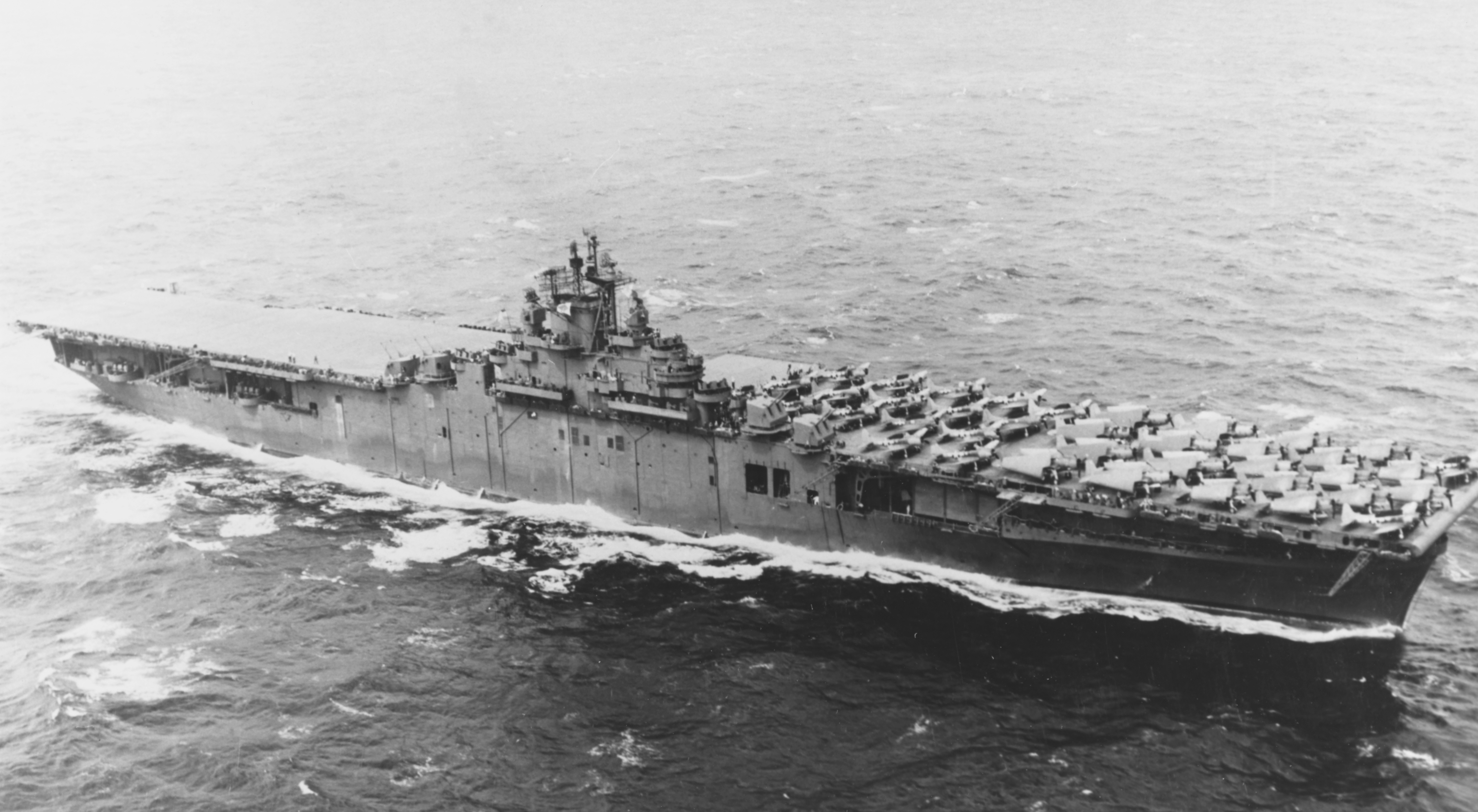
La portaerei in rotta per le Gilbert nel novembre 1943

Le operazioni a terra sarebbero state dirette al V Amphibious Corps (VAC) del generale dei Marine Holland Smith, subordinato al comando di Turner. Per l'operazione Galvanic Holland Smith, che seguiva l'operazione da bordo della nave da battaglia USS Maryland, disponeva di due divisioni: la 27th Infantry Division agli ordini del generale dell'Esercito Ralph C. Smith per l'azione a Makin, e la 2nd Marine Division del generale Julian C. Smith per la presa di Tarawa; la divisione di fanteria era un'unità inesperta, avendo trascorso la guerra fino a quel momento unicamente di guarnigione nelle Hawaii, mentre la divisione dei Marine era veterana della campagna di Guadalcanal anche se aveva dovuto essere riempita di rimpiazzi per ripianare le perdite subite. La 27th Division avrebbe impiegato solo una parte del suo organico per la presa di Makin, ovvero uno dei tre reggimenti della divisione (il 165th Infantry Regiment) supportato da un battaglione di artiglieria e uno di carri armati; la 2nd Marine Division avrebbe invece schierato a Tarawa l'intero suo organico: tre reggimenti di fanteria (2nd, 6th e 8th Marine), un reggimento di artiglieria (10th Marine) e uno di genieri (18th Marine), supportati da un battaglione di carri armati. Gli sbarchi a Tarawa avrebbero visto il primo massiccio impiego in un assalto anfibio dei Landing Vehicle Tracked (LVT), mezzi da trasporto corazzati e cingolati capaci di spostarsi dalle navi alle spiagge e di operare anche a terra: un intero battaglione di LVT era assegnato alla 2nd Marine Division. L'occupazione di Apamama fu demandata a un'unità di forze speciali, la compagnia da ricognizione anfibia del VAC (VAC Amphibious Reconnaissance Company), imbarcata a bordo del grosso sommergibile USS Nautilus. In totale gli statunitensi schierarono 18 000 marine e 7 000 soldati dell'Esercito per l'operazione, supportati da 850 velivoli imbarcati sulle portaerei; altri 150 bombardieri pesanti dell'USAAF erano pronti a sostenere l'operazione decollando dalle basi nelle Ellice.

Truppe statunitensi a bordo di un mezzo da sbarco durante le operazioni a Kwajaleinn

Il contrammiraglio Turner e il generale Holland Smith rimasero al comando anche per la successiva operazione Flintlock, rispettivamente come comandante della forza navale di spedizione (Task Force 51) e come comandante delle unità a terra (VAC). La TF 51 si suddivideva in due forze d'attacco per lo sbarco all'atollo di Kwajalein, la Southern Attack Force o Task Force 52 agli ordini diretti di Turner per l'attacco all'isola di Kwajalein e la Northern Attack Force o Task Force 53 del contrammiraglio Richard L. Conolly per l'attacco alle isole congiunte di Roi-Namur; il capitano D. W. Loomis dirigeva un'unità separata (Task Group 51.2) per lo sbarco a Majuro, mentre la successiva operazione Catchpole a Eniwetok sarebbe stata condotta dalla Reserve Force o Task Group 51.1 del contrammiraglio Harry Hill. In totale la TF 51 metteva in campo 11 portaerei di scorta, 7 navi da battaglia obsolete, 12 incrociatori, 75 cacciatorpediniere, 46 navi da trasporto, 27 navi da carico, 5 Landing ship dock e 46 Landing Ship Tank. Ad appoggiare l'operazione infine vi era la flotta di portaerei veloci dell'ammiraglio Marc Mitscher (Task Force 58), con 12 portaerei di linea o leggere, 8 navi da battaglia moderne, 6 incrociatori e 34 cacciatorpediniere suddivisi in quattro gruppi d'attacco, pronta a fornire protezione aerea con i 750 velivoli imbarcati di cui disponeva; i bombardieri pesanti della Seventh Air Force avrebbero fornito ulteriore appoggio decollando dalle basi recentemente conquistate nelle Gilbert.
Memori dell'esperienza di Tarawa, gli statunitensi raddoppiarono le forze da sbarco per l'invasione di Kwajalein, destinandovi due intere divisioni: la 4th Marine Division del generale Harry Schmidt, un'unità di nuova formazione, avrebbe assaltato le isole congiunte di Roi-Namur con i suoi tre reggimenti di fanteria (23rd, 24th e 25th Marine), un reggimento di artiglieria (14th Marine) e uno di genieri (20th Marine), appoggiati da un battaglione di carri armati; la 7th Infantry Division dell'Esercito, guidata dal generale Charles H. Corlett e reduce dalla campagna delle isole Aleutine, avrebbe invece condotto l'invasione dell'isola di Kwajalein con tre reggimenti di fanteria (17th, 32nd e 184th Infantry Regiment), quattro gruppi di artiglieria, un battaglione genieri e un battaglione di carri armati. Il numero di LVT fu notevolmente aumentato, con tre battaglioni (uno di mezzi da combattimento e due di mezzi da trasporto) che avrebbero appoggiato gli sbarchi alle dirette dipendenze del comando del VAC. Majuro sarebbe stata presa da un'unità ad hoc (Sundance Landing Force) composta dalla compagnia da ricognizione anfibia del VAC e un battaglione distaccato dal 106th Infantry Regiment della 27th Division; l'invasione di Eniwetok sarebbe stata invece condotta dalle riserve del VAC (Tactical Group 1 o TG 1), una brigata agli ordini del generale dei Marine Thomas E. Watson e composta dal 22nd Marine, dal resto del 106th Infantry Regiment e varie unità di artiglieria, genieri e mezzi corazzati di supporto. Il totale delle forze da sbarco comprendeva 54 000 uomini tra soldati e marine.

### I giapponesi
Dall'aprile 1943 il viceammiraglio Masami Kobayashi comandava la 4ª Flotta della Marina giapponese, schierata nel Mandato del Pacifico meridionale; più che una flotta nel vero senso della parola la 4ª Flotta era un comando operativo, controllante relativamente poche unità navali (principalmente cacciatorpediniere, sommergibili e navi ausiliarie) ma piuttosto un vasto complesso di forze terrestri e aeree assegnate al presidio delle isole del Mandato, organizzate in unità denominate "forze di base". Gli arcipelaghi delle Marshall e, inizialmente, delle Gilbert erano sotto la responsabilità della 6ª Forza di base, attivata nel marzo 1941 e il cui quartier generale, in origine a Wotje, era stato trasferito a Kwajalein nell'agosto 1941; il contrammiraglio Monzō Akiyama assunse il comando della 6ª Forza nel novembre 1943, giusto poco prima dell'inizio dell'offensiva statunitense. A causa della distanza da Kwajalein, nel febbraio 1943 le Gilbert (unitamente alle isole Nauru e Ocean) furono sottratte alla responsabilità della 6ª Forza di base e assegnate alla nuova 3ª Forza di base del contrammiraglio Saichirō Tomonari, con sede su Tarawa; Tomonari diresse gran parte dell'opera di fortificazione di Tarawa, portata avanti poi dal suo successore, il contrammiraglio Keiji Shibasaki, che gli subentrò nel settembre 1943. La 22ª Flottiglia aerea dell'Aviazione di Marina giapponese, comandata dal viceammiraglio Sunichi Kira, era responsabile delle operazioni di volo nelle Marshall, ma a seguito delle forti perdite riportate nella campagna delle Gilbert fu ritirata nelle Marianne all'inizio di dicembre 1943; la protezione aerea delle Marshall fu quindi assunta dalla 24ª Flottiglia aerea del contrammiraglio Michiyuki Yamada, giunta di rinforzo dal Giappone nel tardo novembre 1943.
La difesa di Tarawa faceva perno su due unità della Kaigun Tokubetsu Rikusentai (letteralmente "Forza speciale navale da sbarco" o KTR), ovvero il corpo di fanteria di marina giapponese: la 6ª KTR "Yokosuka" (ridenominata "3ª Forza navale speciale di base" dopo essere stata trasformata in un'unità di guarnigione) e la 7ª KTR "Sasebo", due battaglioni autonomi di circa 1 100-1 500 effettivi dotati di artiglieria propria; vi era anche un distaccamento corazzato con quattordici carri armati leggeri Type 95 Ha-Go, e più di 80 pezzi di artiglieria (dai cannoni controcarro da 37 mm a quattro grossi cannoni antinave da 203 mm) guarnivano le difese. Il resto delle truppe apparteneva a due unità di costruzioni della Marina (comprendenti anche un nutrito contingente di operai coreani) oltre a circa 400 uomini del personale di terra della base aerea, tutti sommariamente addestrati all'uso delle armi di fanteria; in totale gli effettivi dislocati su Tarawa ammontavano a circa 4 730 o 4 836 militari. La quasi totalità degli uomini del contrammiraglio Shibasaki era concentrata sull'isola di Betio, dove aveva sede il campo di volo e da cui si dominava l'accesso alla laguna interna di Tarawa; l'isola fu pesantemente fortificata: lungo tutta la costa furono realizzati capisaldi, trincee, casematte, postazioni di artiglieria e per mitragliatrici, in gran parte mimetizzate e ricoperte di cemento armato o sabbia corallina che si dimostrarono capaci di resistere al fuoco diretto di granate e bombe. Le fortificazioni erano disposte in modo da garantire campi di tiro incrociati sulle spiagge e il tratto di mare dietro di esse; una palizzata di tronchi e una doppia fila di filo spinato correvano lungo la spiaggia unitamente a fossati anticarro scavati nell'interno, e altri ostacoli sommersi erano stati aggiunti a quello, già rilevante, rappresentato dalla barriera corallina. Le altre isole delle Gilbert erano invece molto meno presidiate: Makin aveva una guarnigione di 800 uomini (di cui solo 200 rikusentai, il resto truppe delle costruzioni e personale di aviazione) con tre carri leggeri Type 95 e pochi pezzi di artiglieria leggera, mentre le altre isole avevano solo modesti distaccamenti di vigilanza.

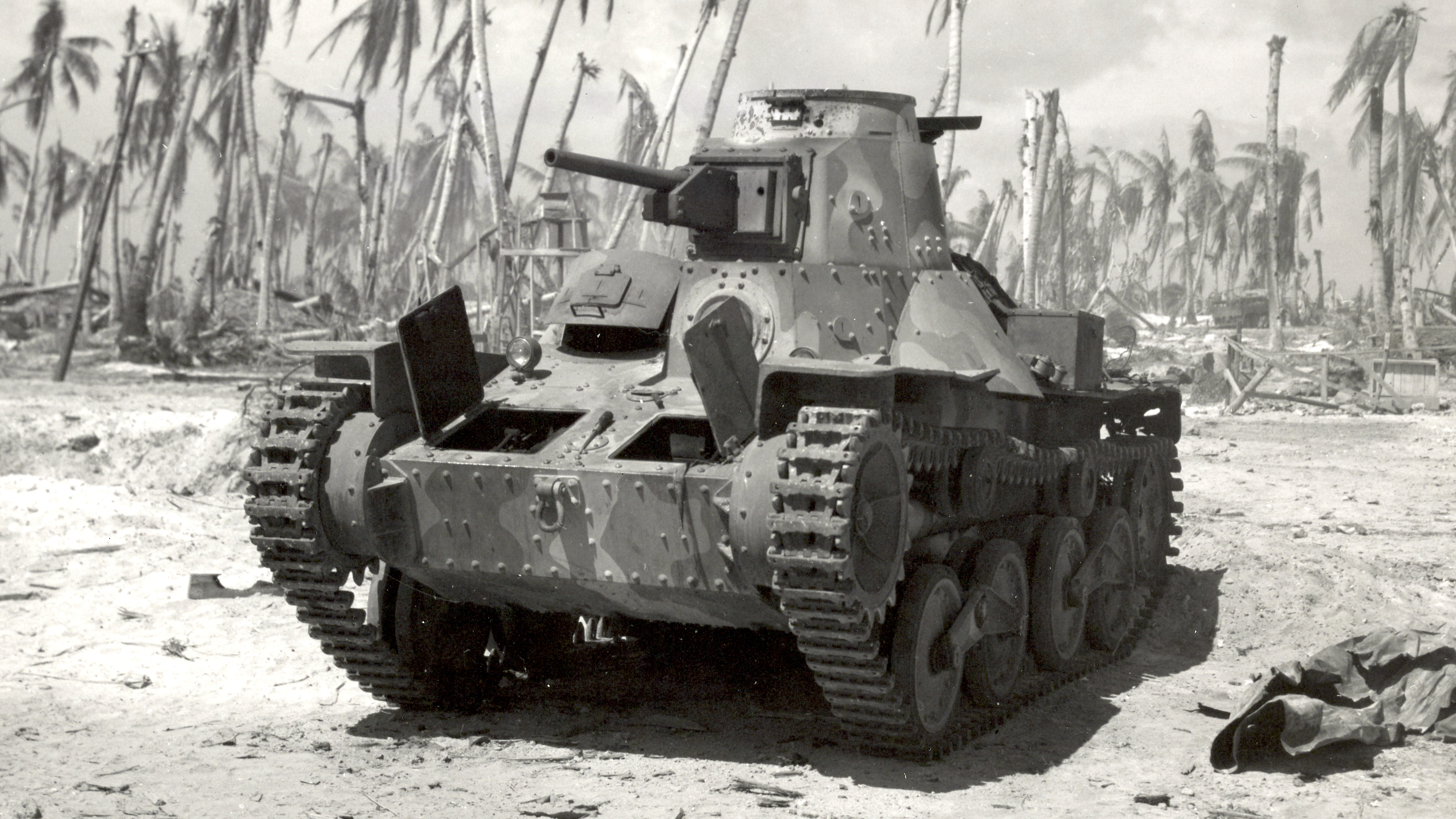
Un carro giapponese Type 95 messo fuori uso a Tarawa

Per la difesa delle Marshall la 6ª Forza di base impiegava un gran miscuglio di distaccamenti di rikusentai, unità di presidio statico, batterie di artiglieria costiera e antiaerea, operai delle costruzioni e personale di terra dell'aviazione e delle basi navali, oltre a militari casualmente di passaggio o sbandati da altri reparti; per quanto non mancassero truppe da combattimento propriamente dette, il grosso del personale di retrovia e degli operai delle costruzioni aveva un valore bellico molto basso se non nullo. Il supporto aereo era scarso, visto che la 24ª Flottiglia aerea aveva, nel dicembre 1943, appena 130 velivoli efficienti disseminati negli aeroporti delle Marshall. Il livello delle fortificazioni negli atolli più interni come Kwajalein ed Eniwetok era relativamente basso, visto che queste postazioni erano intese più come centri logistici di retrovia piuttosto che come piazzeforti sulla linea del fronte; come rilevò un ufficiale giapponese dopo la guerra, vi erano discussioni in seno al comando nipponico se, dopo le Gilbert, gli statunitensi sarebbero sbarcati su Jaluit, Mille o piuttosto Wotje, ma fondamentalmente nessuno arrivava a pensare che il nemico avrebbe invece colpito Kwajalein nel bel mezzo dell'arcipelago. Su Kwajalein ed Eniwetok furono realizzati vari capisaldi composti da gruppi di trincee, casematte e postazioni di mitragliatrici, ma le costruzioni in cemento armato erano scarse e distanziate, come pochi erano gli sbarramenti anticarro o di filo spinato; nessuna di queste fortificazioni raggiungeva il livello di complessità di quelle di Tarawa. I giapponesi ritennero che gli statunitensi sarebbero sbarcati dal lato delle isole rivolto verso l'oceano, dove la barriera corallina era più stretta e vicina alla costa, in modo che i mezzi da sbarco potessero avvicinarsi il più possibile riducendo il tempo passato allo scoperto dei reparti imbarcati: di conseguenza, il grosso delle difese era concentrato lungo la costa che si affacciava sull'oceano mentre il tratto rivolto verso la laguna interna era più sguarnito. La concentrazione di artiglieria era bassa: le isole di Roi, Namur, Kwajalein ed Eniwetok avevano ciascuna una coppia di cannoni da 127 o 120 mm a impiego antinave e antiaereo, ma per il resto vi erano solo pochi pezzi di artiglieria da campagna in calibro 80 o 75 mm e cannoni controcarro da 37 mm.
L'Esercito imperiale giapponese non aveva alcun comando superiore dedicato per la zona delle Marshall, e i reparti dislocati nell'arcipelago rispondevano ai comandi della Marina. A partire dal settembre 1943 si era assistito a un progressivo rafforzamento della presenza di unità dell'Esercito nelle Marshall, prima piuttosto scarsa, ma anche così i reparti inviati nell'arcipelago erano di piccola consistenza, in generale distaccamenti di formazioni più grandi dislocate altrove. L'eccezione più rilevante era la 1ª Brigata anfibia del generale Yoshimi Nishida: in origine un'unità di guarnigione dislocata in Cina per operazioni di controguerriglia, era stata trasferita a Eniwetok all'inizio del gennaio 1944 con un organico di tre battaglioni di fanteria (uno dei quali distaccato su Kwajalein) dotati di proprie sezioni di artiglieria autonome, una compagnia di genieri e un distaccamento corazzato dotato di nove carri leggeri Type 95. In totale, al momento dell'offensiva statunitense i giapponesi avevano nelle Marshall circa 28 000 uomini tra personale della Marina e dell'Esercito.

## La campagna delle Gilbert

### L'apertura della campagna

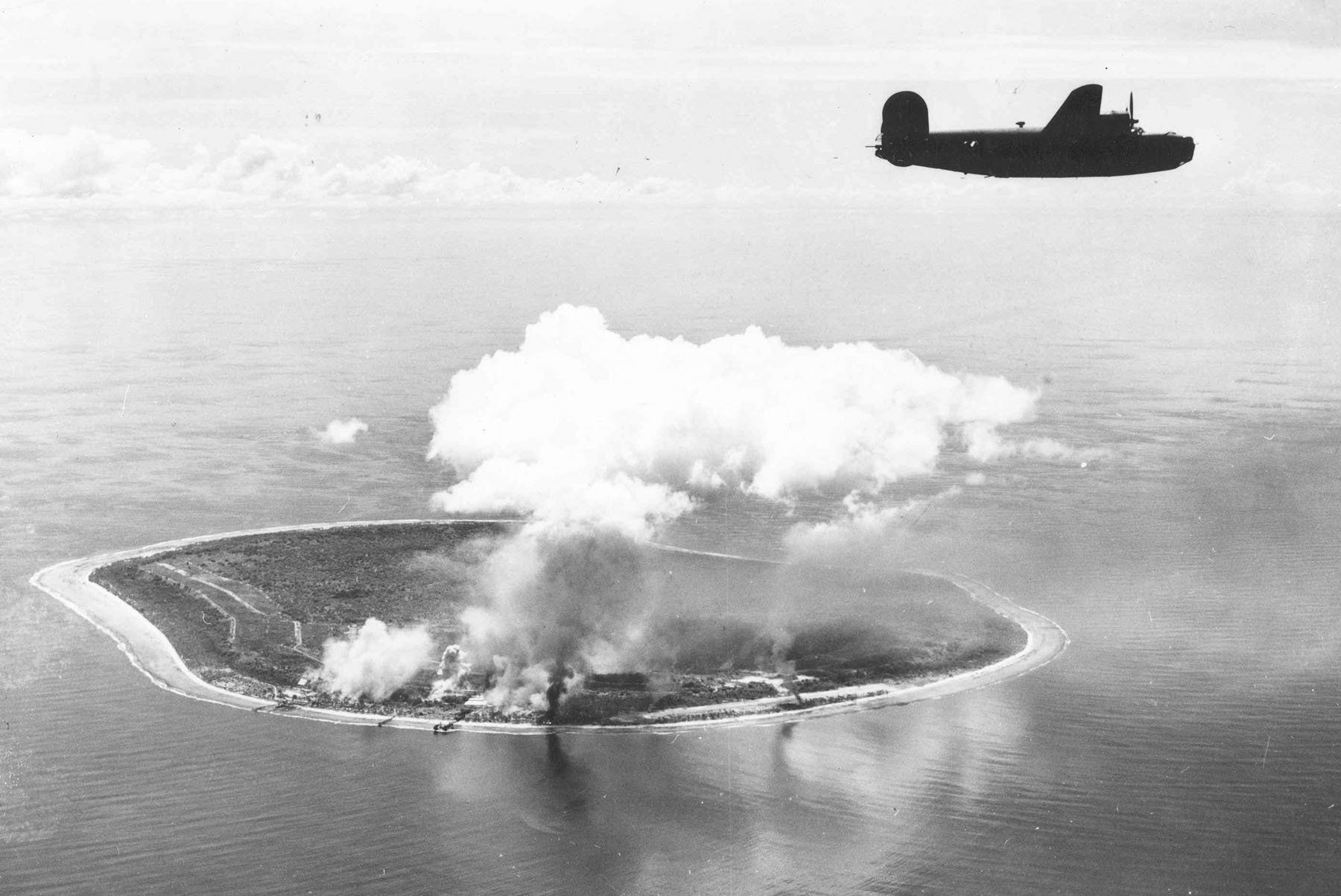
Un B-24 sorvola Nauru durante i bombardamenti preliminari all'invasione delle Gilbert; notare le colonne di fumo sollevate dai bombardamenti

Le operazioni statunitensi nelle Gilbert iniziarono il 18 settembre 1943, quando bombardieri B-24 Liberator della Seventh Air Force partiti da Funafuti nelle Ellice martellarono la base aerea giapponese sull'isola di Betio, mentre contemporaneamente una seconda formazione di B-24 decollata da Guadalcanal colpiva la base aerea giapponese di Nauru; velivoli da ricognizione accompagnavano i bombardieri per scattare istantanee aggiornate della situazione a Tarawa. Nel frattempo, l'ammiraglio Pownall portò una forza di tre portaerei a tiro delle Gilbert scatenando, quello stesso 18 settembre, una serie di sei attacchi aerei contro Betio, dove tutte le strutture visibili furono bombardate o mitragliate; altri attacchi dei velivoli delle portaerei colpirono le basi giapponesi su Makin e Apamama. Mentre le portaerei di Pownall si ritiravano, una nuova incursione dei B-24 dell'USAAF colpì Tarawa il 19 settembre; nonostante il violento fuoco antiaereo incontrato e l'intervento di alcuni caccia giapponesi, solo cinque velivoli statunitensi andarono perduti in queste incursioni. Gli aviatori statunitensi ritennero di aver inflitto danni considerevoli alle strutture su Betio, ma in realtà poche postazioni giapponesi furono neutralizzate in maniera permanente e il grosso delle fortificazioni sopravvisse intatto ai bombardamenti; gli attacchi obbligarono tuttavia i giapponesi a interrompere ulteriori lavori di fortificazione (in particolare la posa di mine e ostacoli sommersi dal lato della laguna), e il contrammiraglio Shibasaki decise di privarsi dei pochi velivoli rimasti operativi nell'atollo rimandandoli alle Marshall, visto che non si poteva più assicurarne la protezione. Tra il 5 e il 6 ottobre, invece, una formazione di portaerei statunitensi colpì violentemente la base aerea giapponese di Wake, lasciandola gravemente danneggiata e distruggendo al suolo o in volo non meno di 67 velivoli nemici.

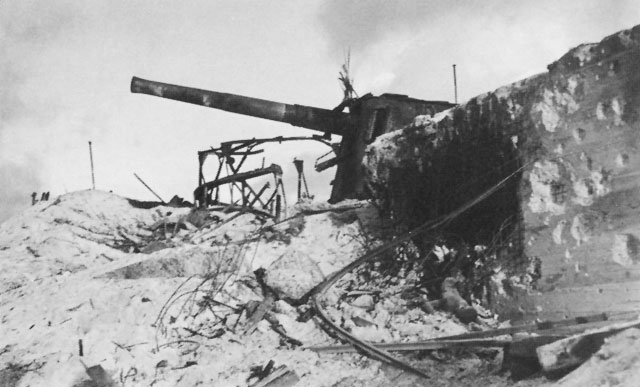
Un pezzo di artiglieria pesante giapponese su Betio messo fuori uso dal bombardamento statunitense

Questi primi attacchi aerei misero in allerta i comandi nipponici che una grossa operazione stava per prendere vita nel settore delle Gilbert, e la Flotta Combinata ancorata a Truk fu mobilitata: mettendo assieme le unità della 1ª, 2ª e 3ª Flotta l'ammiraglio Mineichi Kōga poteva allineare una discreta forza da combattimento comprendente tre portaerei, sei navi da battaglia, undici incrociatori pesanti, tre incrociatori leggeri e svariati cacciatorpediniere, ma doveva anche coprire tanto il settore del Pacifico centrale quanto quello del Pacifico sud-occidentale, dove le offensive degli Alleati erano in pieno svolgimento. In settembre e ottobre la Flotta Combinata sortì due volte da Truk nel tentativo di ingaggiare le portaerei statunitensi segnalate al largo delle Gilbert e di Wake, ma senza esito; dopo questi inutili colpi a vuoto, l'attenzione di Kōga fu attirata sul settore meridionale, dove il 1º novembre i reparti statunitensi di MacArthur sbarcarono a Capo Torokina dando inizio alla conquista della strategica isola di Bougainville. Kōga distaccò a terra a Rabaul 173 velivoli delle sue portaerei per contrastare i continui attacchi aerei degli Alleati sulla base, ma questa formazione fu in breve tempo decimata perdendo nell'arco di due settimane due terzi della sua forza. Cosa anche più grave, gli incrociatori della 2ª Flotta dell'ammiraglio Takeo Kurita furono inviati con urgenza a Rabaul per controbattere alle operazioni anfibie degli statunitensi a Bougainville, ma il 5 novembre la formazione fu colpita in porto da una serie di incursioni dei velivoli statunitensi ritrovandosi con gran parte delle sue unità troppo danneggiata per poter prendere parte ad altre operazioni. Con le portaerei di fatto ritirate dalle operazioni a seguito della grave carenza di velivoli e piloti addestrati e gli incrociatori della 2ª Flotta fuori dai giochi, ciò che restava della Flotta Combinata non poteva più rischiare di uscire da Truk per mancanza di copertura; il principale elemento di supporto alle esposte guarnigioni giapponesi nelle Gilbert fu quindi di fatto neutralizzato prima ancora che la vera battaglia avesse inizio.
A partire dal 13 novembre i B-24 dell'USAAF decollati dalle Ellice lanciarono una serie di incursioni quotidiane contro Tarawa, estendendo poi le operazioni anche alle basi giapponesi su Mille, Kwajalein, Jaluit e Maloelap nelle Marshall; in totale, tra il 13 e il 17 novembre gli statunitensi sferrarono 141 incursioni contro le basi giapponesi nella zona con circa 173 tonnellate di bombe sganciate. Il 18 novembre furono le portaerei di Pownall a tornare in azione, sferrando per tutto il giorno una serie di attacchi contro Nauru che videro lo sgancio di non meno di 90 tonnellate di bombe; la base aerea giapponese sull'isola fu pesantemente danneggiata e una decina di velivoli nipponici distrutta al suolo o in volo. Il 19 novembre la campagna di bombardamenti preliminari raggiunse il suo culmine, con una serie di incursioni simultanee dei B-24 contro Nauru, Tarawa e Makin; contemporaneamente, le portaerei di Pownall si schierarono a nord delle Gilbert e colpirono ripetutamente tanto Tarawa e Makin quanto Jaluit e Mille nelle Marshall: la pista di aviazione di Mille venne messa fuori uso e sette velivoli furono distrutti al suolo. Mentre gli attacchi aerei continuavano, a mezzogiorno una formazione di incrociatori si avvicinò alle coste di Betio e martellò le installazioni giapponesi con i suoi grossi calibri, infliggendo vari danni.

### La presa di Tarawa

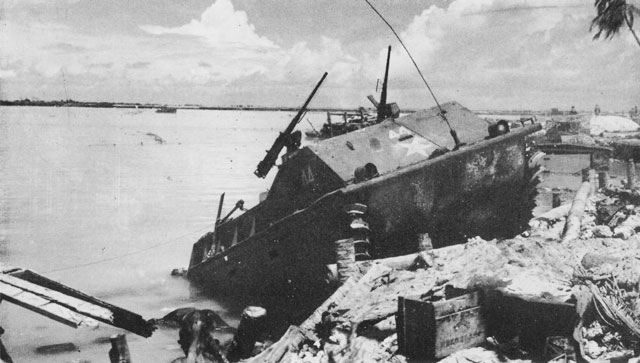
Un LVT statunitense messo fuori combattimento sulle spiagge di Betio

L'assalto anfibio a Tarawa fu, per stessa successiva ammissione dei comandi statunitensi, un campionario di errori. I primi elementi della flotta d'invasione delle Gilbert lasciarono le Hawaii il 31 ottobre, con il corpo centrale che prese il mare da Pearl Harbor a partire dal 10 novembre mentre gli elementi anfibi diretti a Betio salpavano da Éfaté nelle Ellice il 13 novembre; la forza giunse in vista di Tarawa la mattina del 20 novembre, iniziando subito i preparativi per lo sbarco. Venne deciso di far sbarcare le unità della 2nd Marine Division direttamente su Betio dal lato della costa rivolto verso la laguna interna, su tre spiagge poste sulla riva nord dell'isola: il generale Julian Smith voleva portare a terra tutti e tre i suoi reggimenti di fanteria, ma ricevette l'ordine di trattenerne uno a bordo delle navi come riserva per l'intero VAC, lasciando le forze d'assalto con solo una superiorità numerica di due contro uno sui difensori giapponesi, pericolosamente troppo leggera. Altri errori furono compiuti durante il bombardamento di artiglieria preliminare, che Nimitz stesso volle ridotto a sole tre ore subito prima degli sbarchi al fine di conservare la sorpresa strategica su tutta l'operazione. I bombardieri della Seventh Air Force, che dovevano aprire l'azione, non giunsero per una serie di disguidi, mentre il cannoneggiamento scatenato da corazzate e incrociatori, benché all'apparenza piuttosto distruttivo, si rivelò inefficace: si scoprì in seguito che le navi erano posizionate troppo vicino alla costa e che, a causa della bassa traiettoria, molte granate erano rimbalzate sul terreno per andare a esplodere dalla parte opposta dell'isola. L'onda d'urto delle bordate dei cannoni fece saltare le apparecchiature radio della Maryland, tagliando fuori in pratica l'intero comando della task force dai contatti con i reparti sbarcati.

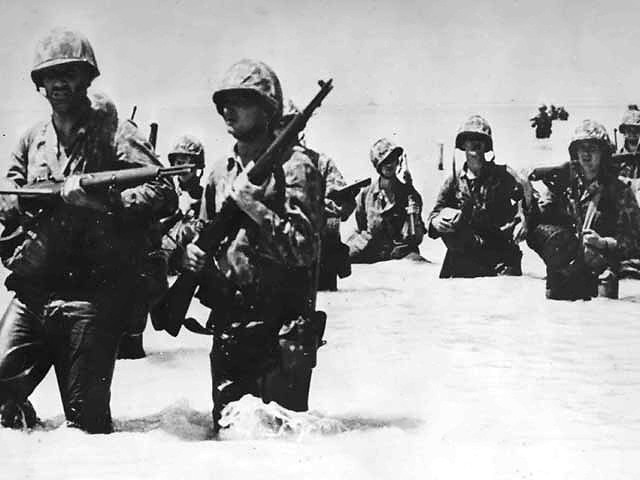
Un gruppo di marine prende terra durante gli sbarchi a Tarawa

Un grave errore fu la decisione di sospendere il bombardamento dopo appena mezz'ora, perché le navi da trasporto, trascinate dalla corrente mentre facevano scendere gli uomini sui mezzi da sbarco, si erano venute a ritrovare dentro il raggio di tiro dell'artiglieria costiera giapponese: l'interruzione diede al contrammiraglio Shibasaki un lasso di tempo sufficiente per spostare uomini e armamenti dalla costa meridionale di Betio a quella settentrionale, rafforzando le difese nei punti da sbarco verso cui si dirigevano gli statunitensi. Mentre il cannoneggiamento riprendeva, i mezzi da sbarco statunitensi entrarono nella laguna di Tarawa predisponendosi per la corsa finale di 4,5 chilometri alla volta di Betio; a questo punto il bombardamento proveniente dalle navi venne interrotto: si voleva evitare di sollevare troppo fumo e di colpire per errore gli stessi mezzi da sbarco in avvicinamento dal lato opposto dell'isola, ma ciò diede ai giapponesi altri dieci minuti di respiro per riorganizzarsi e puntare le armi sulle truppe in arrivo. Le prime tre ondate di marine giunsero a bordo degli LVP, i cui cingoli erano più che in grado di scalare la barriera corallina, ma le successive ondate erano imbarcate su normali mezzi da sbarco a fondo piatto che necessitavano di un fondale sufficientemente profondo per poter procedere. I pianificatori statunitensi ignorarono le segnalazioni di un ex ufficiale britannico circa l'andamento delle maree nella laguna di Betio, con il risultato che, invece di avere un fondale profondo un metro e mezzo come ci si attendeva, i mezzi da sbarco finirono con il bloccarsi contro la barriera corallina, che in quel periodo del giorno affiorava in buona parte dal pelo dell'acqua: i marine dovettero quindi scendere e procedere per mezzo chilometro a guado nell'acqua, mentre i giapponesi aprivano il fuoco con tutte le loro armi.

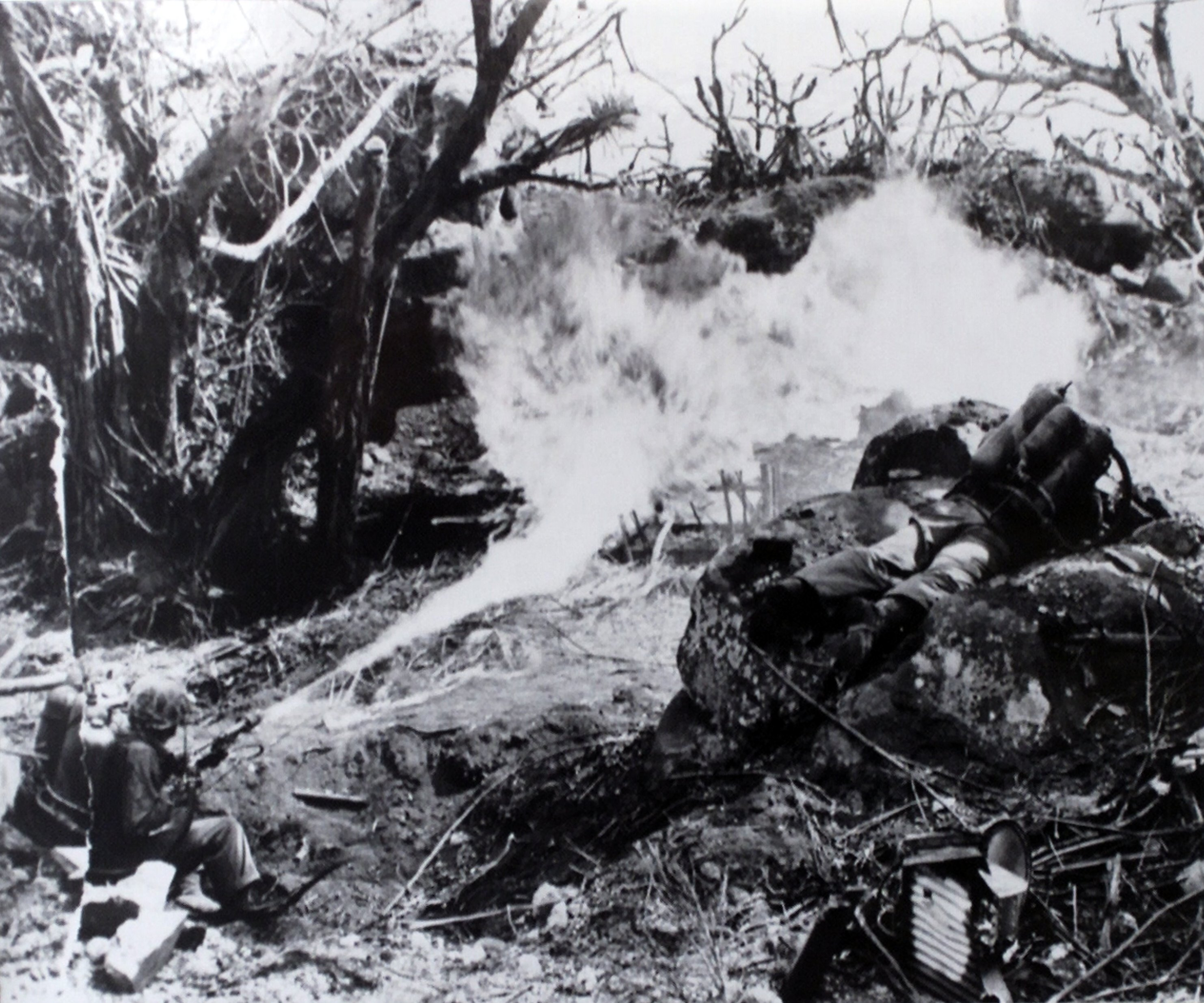
Marine statunitensi azionano dei lanciafiamme contro una fortificazione giapponese su Betio

Lo sbarco fu un'esperienza terrificante per i marine: dalle loro fortificazioni rimaste quasi intatte i giapponesi scatenarono un pesante fuoco di mitragliatrici e artiglieria, mentre gli statunitensi tentavano di trovare un riparo lungo una spiaggia completamente piatta e spoglia; le coste di Betio si ricoprirono ben presto di veicoli fuori uso e uomini morti e feriti: circa metà delle perdite statunitensi complessive a Tarawa fu registrato nella sola fase di sbarco del primo giorno. Gran parte degli apparecchi radio fu resa inutilizzabile dal contatto con l'acqua marina, mentre solo uno dei tre comandanti di battaglione impegnati nell'assalto iniziale riuscì a mettere piede sull'isola e a predisporre un improvvisato posto di comando; gli statunitensi rimasero anche senza acqua potabile, visto che per un errore di pianificazione essa fu trasportata a terra in fusti di carburante non adeguatamente puliti, divenendo imbevibile. I marine dovettero neutralizzare uno per uno i capisaldi giapponesi, intagliandosi lentamente due strette teste di ponte lungo la costa nord di Betio in cui, entro sera, si ammassarono circa 3 000 uomini con poche armi di supporto; solo il riuscito sbarco di un pugno di carri armati M4 Sherman in configurazione anfibia e il continuo fuoco d'appoggio di navi e aerei alleviarono la situazione degli statunitensi.
Il punto di svolta della battaglia si verificò nel pomeriggio di quello stesso 20 novembre, quando alcuni marine avvistarono un gruppo di ufficiali giapponesi allo scoperto, chiamando contro di loro il fuoco delle navi al largo: il bombardamento uccise così il contrammiraglio Shibasaki e buona parte del suo stato maggiore, privando i reparti giapponesi del loro energico comandante proprio nel momento più critico della battaglia. Ci sono pochi dubbi sul fatto che, se Shibasaki fosse stato vivo, i giapponesi avrebbero sferrato un violento contrattacco contro la testa di ponte dei marine al calare del buio, rischiando di mettere in crisi l'intera operazione di sbarco; senza il loro comandante in capo, invece, le unità giapponesi si dimostrarono disorganizzate e demoralizzate, e i contrattacchi sferrati nella notte tra il 20 e il 21 novembre furono pochi e frammentati. Il mancato contrattacco consentì ai marine di consolidare le loro posizioni e di riprendere gli sbarchi dalla mattina del 21 novembre, aprendo una nuova testa di ponte sulla costa occidentale dell'isola; i combattimenti furono ancora duri e sanguinosi, con i giapponesi asserragliati nelle loro fortificazioni e disposti a combattere fino alla morte, ma l'esito della battaglia non fu più in dubbio.

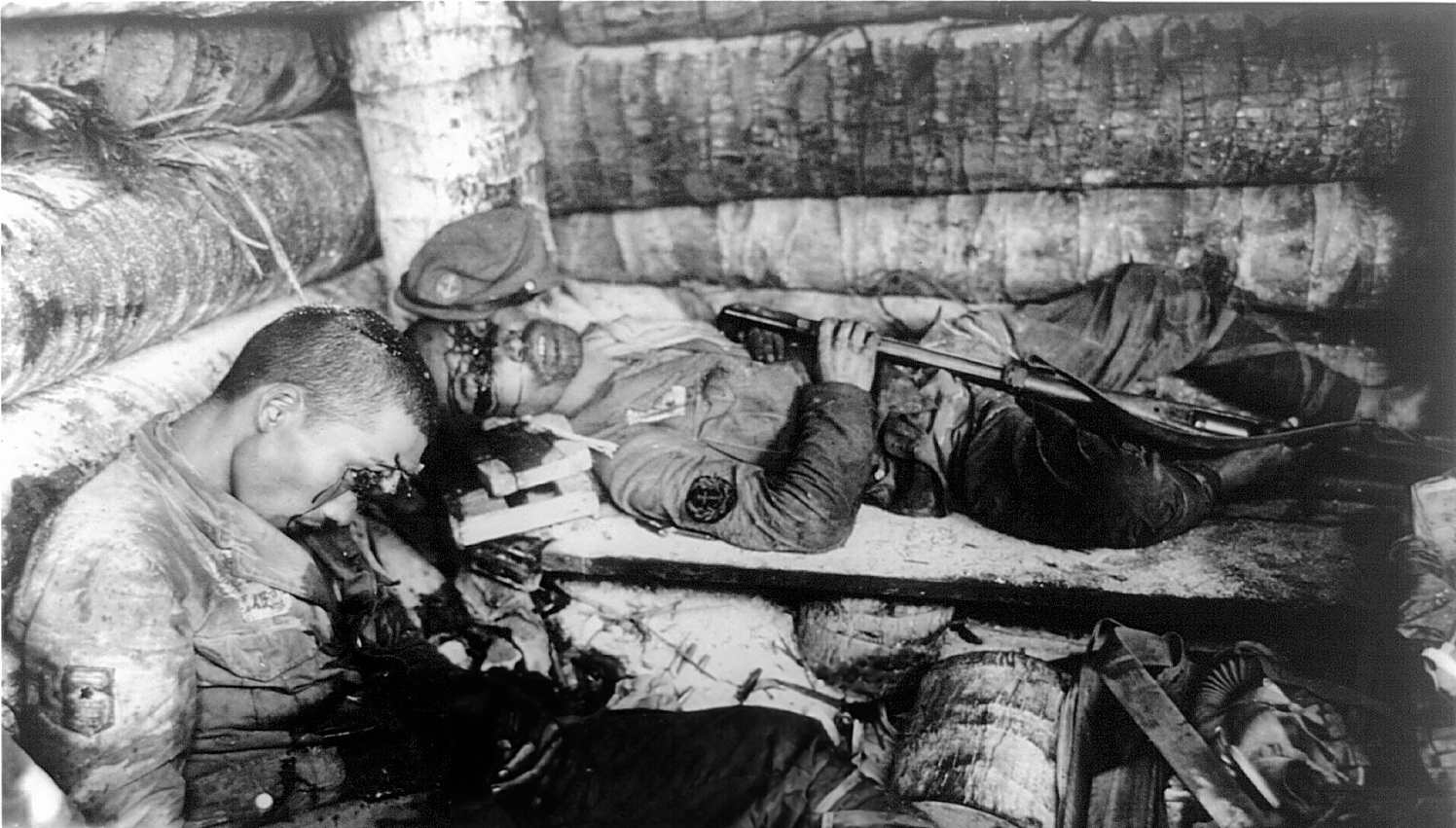
Due soldati giapponesi della guarnigione di Betio suicidatisi pur di non cadere in mano agli statunitensi

L'avanzata proseguì nella giornata del 22 novembre, nel corso della quale gli statunitensi si assicurarono il controllo dei due terzi dell'isola; molti soldati giapponesi tagliati fuori, piuttosto che arrendersi, scelsero di suicidarsi. Un'ultima carneficina si verificò nella notte tra il 22 e il 23 novembre, quando i resti della guarnigione nipponica sferrarono un imponente "attacco banzai" lungo tutto il fronte tenuto dai marine: i combattimenti proseguirono fino all'alba, con scontri sanguinosi anche corpo a corpo, fino a che l'attacco fu respinto sotto un diluvio di fuoco di artiglieria statunitense. I giorni successivi videro ancora duri scontri per l'eliminazione delle ultime sacche di resistenza giapponesi nella metà orientale dell'isola; l'ultimo caposaldo nipponico fu neutralizzato nella mattina del 24 novembre, e alle 12:00 l'isola fu dichiarata "sicura". Nel frattempo, fin dal 21 novembre reparti statunitensi avevano preso terra sulle altre isole minori dell'atollo di Tarawa, mettendole in sicurezza dopo aver eliminato i pochi distaccamenti di vigilanza giapponesi lì presenti; l'ultima isola, Na'a, fu dichiarata sicura la mattina del 27 novembre, sancendo la fine della battaglia.
La battaglia di Tarawa fu sanguinosa. Per conquistare un minuscolo isolotto dalla superficie di poco più di 1,5 km², in quattro giorni di battaglia i marine lasciarono sul terreno 990 morti e 2 311 feriti e vittime di stress da combattimento, per un totale di 3 301 perdite; la Marina e le forze aeree ebbero altri 300 tra morti e feriti. Intere unità risultarono decimate e i due reggimenti che avevano guidato l'invasione, il 2nd e l'8th Marine, ebbero un tasso di caduti pari al 35% degli effettivi; il battaglione trattori anfibi aggregato alla divisione ebbe il 49% del proprio personale messo fuori combattimento, e dei 125 LVT impegnati ben 72 furono distrutti durante lo sbarco. La guarnigione nipponica fu spazzata via: i caduti finali ammontarono a circa 4 690 uomini, pari al 97% degli effettivi che avevano iniziato la battaglia; solo 17 giapponesi (in gran parte feriti) e 129 operai coreani si consegnarono vivi agli statunitensi.

### Makin e Apamama

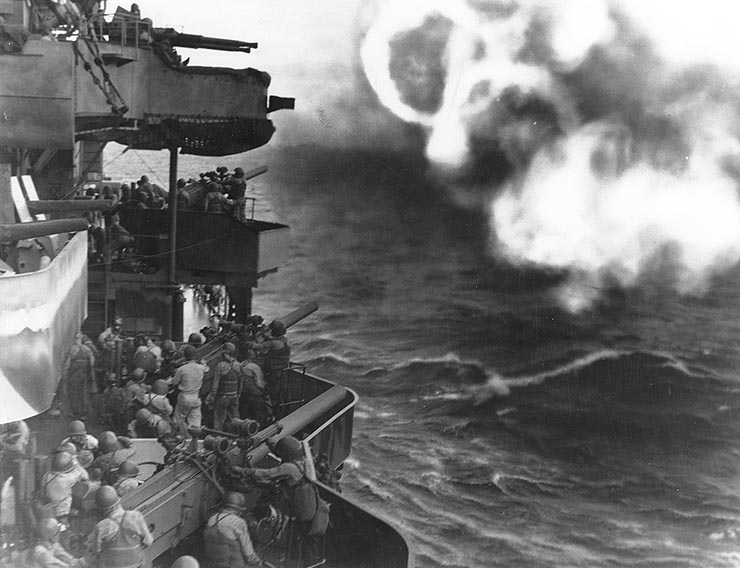
L'incrociatore bombarda Makin il 20 novembre 1943

Mentre i marine iniziavano l'assalto a Betio, quello stesso 20 novembre 1943 la Northern Attack Force del contrammiraglio Turner diede l'assalto all'atollo di Makin con i reparti della 27th Infantry Division dell'Esercito: preceduti da un intenso bombardamento di artiglieria e aerei, quella mattina due battaglioni del 165th Regiment sbarcarono sull'isola principale di Butaritari dal lato dell'oceano, mentre più tardi nel pomeriggio il terzo battaglione del reggimento prese terra dal lato della laguna. Si ripeterono parte degli errori commessi a Tarawa, in particolare l'errato calcolo delle maree che portò i mezzi da sbarco a incagliarsi sulla barriera corallina obbligando i soldati a bordo a percorrere gli ultimi metri a guado, circostanza aggravata dallo scarso numero di LVT assegnati all'operazione; la guarnigione giapponese era tuttavia molto più ridotta e dotata di difese molto meno strutturate che a Betio, e le scene del sanguinoso sbarco dei marine non si ripeterono. La discesa a terra delle unità dell'Esercito fu portata a termine con perdite scarse, ma non appena gli statunitensi mossero nell'interno dell'isola si imbatterono nelle principali difese giapponesi e l'avanzata entrò in stallo; il ritmo delle operazioni procedette lentamente anche per l'inesperienza al combattimento delle truppe impegnate, visto che i reparti della 27th Division erano stati sino a quel momento impiegati solo in ruoli di guarnigione.
Nonostante una schiacciante superiorità numerica (6 500 soldati contro i circa 800 uomini della guarnigione giapponese), agli statunitensi occorsero quattro giorni di scontri prima di poter dichiarare Makin "sicura" il 23 novembre, quando il piano originario prevedeva non più di un giorno per mettere in sicurezza l'atollo. Questo ritardo provocò notevoli dissapori tra il comandante del VAC Holland Smith e quello della 27th Division Ralph Smith, con il primo che accusò il secondo di mancanza di aggressività: lo scontro tra i due comandanti tracciò una frattura nei rapporti tra Marine ed Esercito che sarebbe proseguita fino agli ultimi giorni della guerra. Ancora una volta fu necessario espugnare una per una le postazioni tenute dalla guarnigione giapponese, finita completamente distrutta: gli statunitensi catturarono solo 105 soldati nemici vivi, tutti tranne uno operai coreani dei reparti da costruzione. Le perdite del 165th Regiment ammontarono a 66 caduti e 187 feriti.

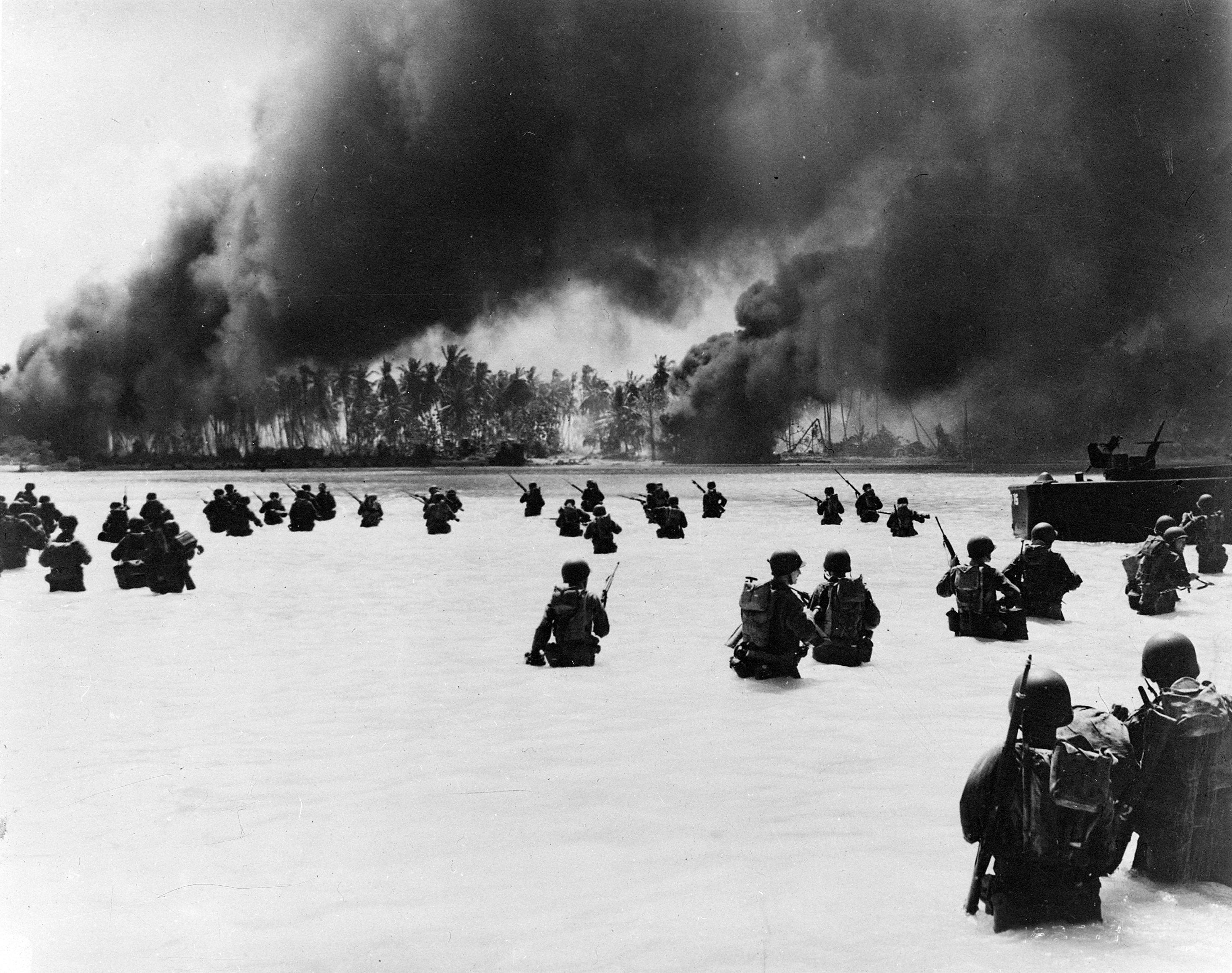
I soldati del 165th Regiment scendono a terra a Butaritari

La temuta opposizione aeronavale giapponese agli sbarchi statunitensi nelle Gilbert fu, nel concreto, alquanto modesta. Dopo gli attacchi aerei preparatori statunitensi del 19 novembre su Nauru e Tarawa, il viceammiraglio Kira fece alzare i ricognitori della 22ª Flottiglia localizzando le portaerei statunitensi a sud di Tarawa nelle ultime ore del giorno; aerei giapponesi di base a Nauru si alzarono in volo il 20 novembre per tentare un attacco alla Southern Attack Force del contrammiraglio Hill schierata attorno a Tarawa, ma otto apparecchi nipponici furono abbattuti dalle pattuglie aeree statunitensi senza essere riusciti nemmeno ad avvicinarsi alle navi statunitensi. Nel mentre, la 22ª Flottiglia aerea mobilitò tutti gli apparecchi di base nelle Marshall per tentare nuovi assalti alla flotta statunitense a Tarawa, anche se con una certa mancanza di coordinazione che portò ad attacchi frammentati e intermittenti da parte di formazioni poco numerose, subendo nuovamente pesanti perdite a causa del fuoco dei caccia e dell'antiaerea della US Navy; un aerosilurante giapponese riuscì tuttavia a centrare con un siluro la poppa della portaerei leggera USS Independence, che dovette interrompere l'azione e rientrare alla base per le riparazioni. Gli attacchi aerei giapponesi proseguirono intermittenti anche nei giorni successivi, ma senza causare danni di rilievo alla flotta statunitense; un'ultima azione di massa fu tentata il 5 dicembre contro le portaerei statunitensi ormai in fase di ritirata dalle Gilbert, ma nonostante l'impiego di 28 bombardieri scortati da 37 caccia nessuna nave venne colpita. Dopo questa data l'attività aerea giapponese nelle Gilbert si ridusse a occasionali raid notturni di disturbo contro le postazioni nemiche a Tarawa e Makin; fino alla fine del dicembre 1943 le forze aeree giapponesi lanciarono 746 sortire nella zona delle Gilbert, perdendo non meno di 85 velivoli.
Il contributo della flotta giapponese alla difesa delle Gilbert fu ridotto. Dopo la notizia dei primi sbarchi, l'ammiraglio Kōga distaccò da Truk alle Marshall alcune formazioni di velivoli delle portaerei della Flotta Combinata, ma queste ultime non uscirono dalla loro base; tre incrociatori leggeri, scortati da distanza da altri tre incrociatori e sei cacciatorpediniere, furono inviati il 22 novembre a Ponape nelle Caroline per imbarcare un contingente di 1 500 soldati dell'Esercito con cui tentare di rinforzare la postazione di Tarawa: la formazione raggiunse Kwajalein il 25 novembre, ma informata che Betio era ormai capitolata sbarcò le truppe a Milli e rientrò alla base. Sommergibili giapponesi schierati nel Pacifico meridionale furono inviati in tutta fretta a operare nella zona delle Gilbert, ma degli otto battelli impiegati ben sei furono colati a picco dai cacciatorpediniere statunitensi; il sommergibile I-175 riuscì tuttavia a trovare un varco nello schermo di unità statunitensi e il 24 novembre centrò con un siluro la portaerei di scorta USS Liscome Bay, che operava con la flotta al largo di Makin: colpita nel deposito delle munizioni, la nave esplose e affondò con la perdita di 644 membri dell'equipaggio tra cui il contrammiraglio Henry Mullinnix, comandante del gruppo di sostegno del quale la portaerei faceva parte. Sommando anche le perdite (43 morti e 19 feriti) causate dall'esplosione accidentale di una delle torri di artiglieria della nave da battaglia USS Mississippi durante il bombardamento preliminare del 20 novembre, la presa di Makin costò agli statunitensi quasi lo stesso numero di caduti della guarnigione giapponese.
La cattura del piccolo atollo di Apamama non fu invece una grande impresa per gli statunitensi. Sfuggito senza danni a un attacco per errore di un cacciatorpediniere statunitense, il sommergibile Nautilus giunse in vista dell'atollo la mattina del 21 novembre e mise a terra i 78 uomini della compagnia da ricognizione del VAC con dei gommoni gonfiabili. Il sommergibile fornì fuoco di appoggio di artiglieria mentre i marine ispezionavano e sgombravano le sei isole dell'atollo; i superstiti della piccola guarnigione giapponese, forte di non più di 25 uomini, si suicidarono e per il 25 novembre Apamama fu dichiarata sicura.

## La campagna delle Marshall

### Mosse preliminari

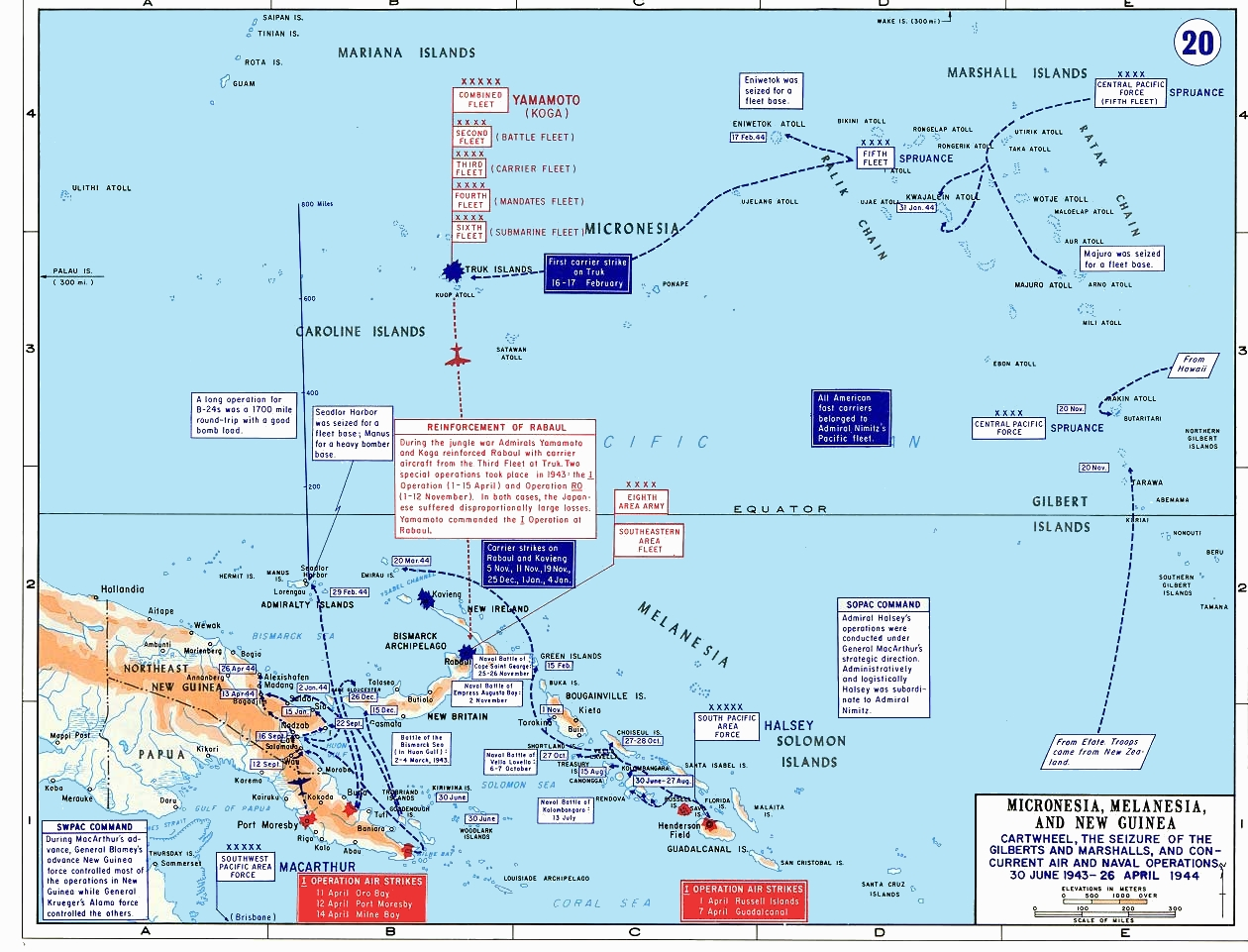
Carta generale delle operazioni militari delle opposte forze tra il giugno 1943 e l'aprile 1944 nel Pacifico centrale e meridionale

Nimitz e il suo stato maggiore visitarono Betio pochi giorni dopo la sua cattura, e rimasero impressionati dal livello di distruzione che vi trovarono; tutto il piano dell'operazione Galvanic venne spietatamente esaminato per mettere in luce ogni singolo difetto che lo aveva caratterizzato, in modo che non si ripresentasse. L'avvio dell'operazione Flintlock fu posticipato per dare modo ai pianificatori di rivedere tutti i dettagli dell'azione alla luce dell'esperienza riportata con l'invasione delle Gilbert: la versione revisionata del piano fu approvata il 5 gennaio 1944, e il 13 gennaio seguente i primi elementi della forza di invasione lasciarono la California con a bordo i reparti della 4th Marine Division, dando inizio a una traversata di quasi 7 000 chilometri alla volta di Kwajalein, l'assalto anfibio a più lunga distanza mai tentato prima. Il resto della Task Force 51 del contrammiraglio Turner si mise in moto dalle Hawaii tra il 22 e il 23 gennaio con a bordo i reparti della 7th Division dell'Esercito.

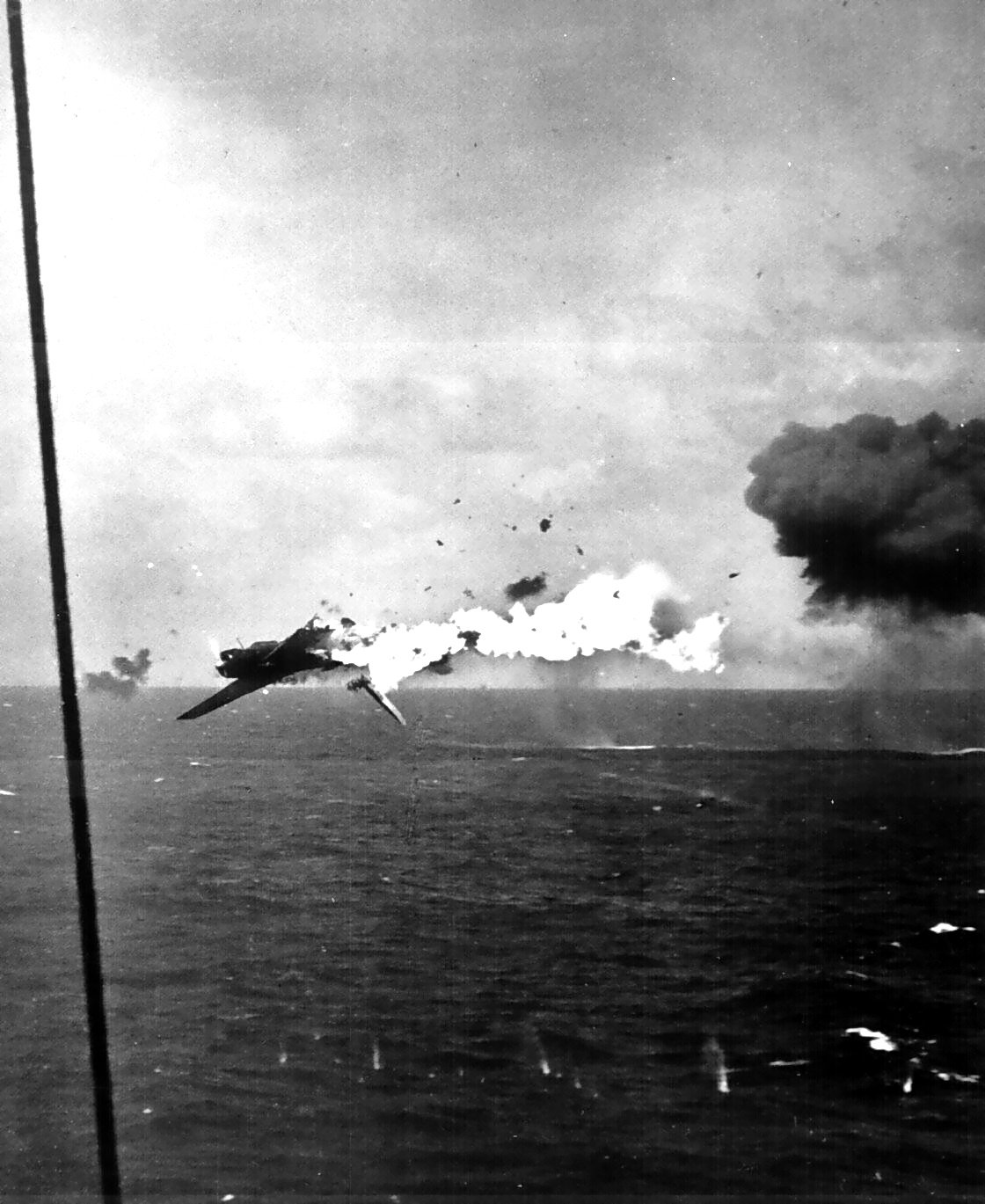
Un aerosilurante giapponese è abbattuto dalla contraerea durante un fallito attacco alle portaerei statunitensi a Kwajalein il 4 dicembre 1943

La preparazione dell'invasione delle Marshall aveva intanto avuto inizio ai primi di dicembre 1943: le isole erano già state attaccate in precedenza dai bombardieri della Seventh Air Force, ma dovendo decollare dalle lontane Ellice i B-24 dovevano rinunciare a parte del loro carico di bombe in favore di carburante aggiuntivo; con la disponibilità di nuove piste di aviazione nelle Gilbert i bombardieri dell'USAAF potevano invece operare al massimo del loro potenziale bellico, oltre che essere scortati da caccia e velivoli da ricognizione. A partire dal 4 dicembre 1943, e poi per tutto il mese di gennaio 1944, i velivoli statunitensi divennero una presenza costante nei cieli delle Marshall: inizialmente gli attacchi si concentrarono sui grandi aeroporti giapponesi di Mille e Maloelap, dove le locali forze aeree nipponiche furono praticamente spazzate via e le piste rese inservibili; attacchi meno pesanti presero di mira le basi giapponesi di Jaluit e Wotje, mentre Kwajalein ricevette solo nove attacchi tra dicembre e gennaio per opera dei velivoli dell'USAAF. Nel frattempo, il 4 dicembre due gruppi di portaerei statunitensi lanciarono una violenta incursione aerea sulle basi giapponesi a Kwajalein e Wotje: molti velivoli giapponesi furono distrutti al suolo o in volo, mentre nella laguna di Kwajalein sette navi da carico furono colate a picco e gli incrociatori Nagara e Isuzu danneggiati dalle bombe statunitensi; in un contrattacco notturno un aerosilurante nipponico riuscì tuttavia a piazzare un siluro sulla portaerei USS Lexington, obbligandola a rientrare alla base per riparare i danni. Senza il supporto delle portaerei della Flotta Combinata gli ammiragli nipponici si resero conto che era insensato sfidare in mare la potenza statunitense, e il 7 dicembre tutte le navi giapponesi in condizione di farlo lasciarono gli ancoraggi delle Marshall per rientrare a Truk; da allora, solo i sommergibili e pochi bastimenti leggeri giapponesi tentarono ancora di navigare verso le Marshall per recapitare rifornimenti.
La grande flotta d'invasione statunitense si presentò nelle acque delle Marshall il 29 gennaio 1944. I velivoli della flotta portaerei veloci dell'ammiraglio Marc Mitscher (Task Force 58) lanciarono una nuova serie di pesanti incursioni sulle piste di aviazione giapponesi, mentre nella notte tra il 29 e il 30 gennaio furono i grossi calibri delle navi da battaglia statunitensi a battere sistematicamente le basi aeree nipponiche; le capacità della 24ª Flottiglia aerea nipponica furono in pratica completamente neutralizzate prima ancora che la battaglia avesse inizio. Mentre i bombardamenti preliminari continuavano, alle 23:00 del 30 gennaio il Task Group 51.2 si avvicinò alle coste dell'atollo di Majuro ed elementi della compagnia di ricognizione anfibia del VAC scesero a terra sull'isolotto di Catalin: fu la prima invasione statunitense di un territorio posseduto dal Giappone da prima della guerra. La cattura dell'atollo di Majuro da parte degli statunitensi non fu di nessuna difficoltà, visto che la base per idrovolanti che vi si trovava era stata abbandonata dai giapponesi un anno prima: l'unico soldato nipponico presente nell'atollo fu fatto prigioniero. La piccola forza di invasione fu sostituita poco dopo da un contingente di occupazione e dai seabees della US Navy, che in campo a due settimane realizzarono su Majuro un aeroporto, una pista secondaria per i caccia e un ancoraggio per la flotta. Nei mesi seguenti sommergibili statunitensi evacuarono su Majuro molti nativi delle Marshall dalle isole rimaste in mano ai giapponesi, misura volta sia a metterli in salvo dai continui bombardamenti che sarebbero stati condotti sulle basi nipponiche sia a privare il nemico di un'utile forza lavoro.

### La cattura di Kwajalein

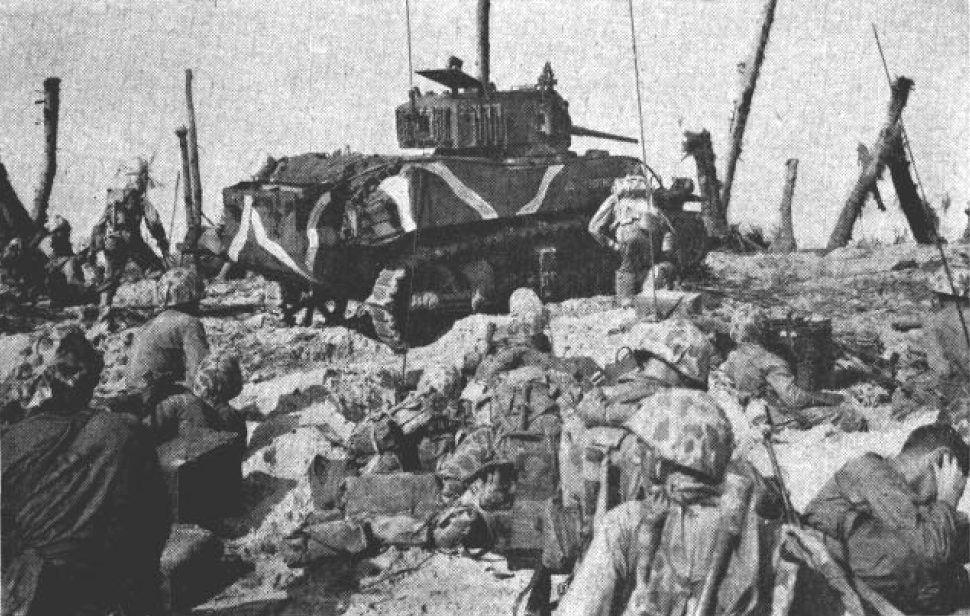
Marine in azione sulla spiaggia di Namur con l'appoggio di un carro leggero M5 Stuart

La Northern Attack Force giunse in vista delle isole congiunte di Roi e Namur, nella parte nord dell'atollo di Kwajalein, poco prima dell'alba del 31 gennaio. Le lezioni di Tarawa erano state apprese: invece di assaltare direttamente il loro obiettivo, gli statunitensi occuparono come prima cosa una serie di isolette poste a sud-ovest e sud-est di Roi-Namur, presidiate solo da piccoli distaccamenti di vigilanza giapponesi che furono rapidamente spazzati via; su queste isole gli statunitensi sbarcarono i rifornimenti per la forza d'invasione, liberando parte delle navi da trasporto e semplificando la catena logistica, oltre a piazzarvi numerose batterie di artiglieria pesante con cui cannoneggiare Roi-Namur da distanza ravvicinata. Le due isole principali erano nel frattempo sottoposte a un diluvio di fuoco riversato in maniera alternata dalle navi al largo e dai velivoli delle portaerei; il cannoneggiamento proseguì anche nel corso della notte tra il 31 gennaio e il 1º febbraio a opera di cacciatorpediniere portatisi a distanza ravvicinata dalle isole, mentre squadre di guastatori subacquei dell'Underwater Demolition Team o UDT (al loro esordio operativo) eseguirono ricognizioni delle spiagge scelte per lo sbarco per eliminare eventuali mine o ostacoli sommersi.
Alle prime luci del 1º febbraio la flotta statunitense tornò a riversare un violento bombardamento su Roi-Namur, con le corazzate che si portarono fino alla distanza ravvicinata di 1 500 metri dai loro obiettivi sulla costa. Il cannoneggiamento proseguì fino alle 12:00, quando ondate di LVT accompagnati da carri armati in configurazione anfibia riversarono due reggimenti di marine sulle spiagge meridionali delle due isole, affacciate sulla laguna interna; i reparti anfibi erano accompagnati da mezzi da sbarco armati di lanciarazzi (un altro sistema d'arma al suo esordio), che riversarono sulle difese giapponesi una devastante salva di ordigni esplosivi giusto poco prima che i marine toccassero terra. A differenza che a Tarawa, l'esito della battaglia non fu mai in discussione: su Roi, la cui superficie era piatta e sgombra di ostacoli essendo quasi interamente occupata dalle piste della base aerea, i marine incontrarono solo una debole resistenza sulle spiagge, dove le difese giapponesi erano state in pratica spianate dal devastante bombardamento preliminare; i veicoli corazzati dilagarono fino alla costa opposta, rendendo necessario piuttosto richiamarli indietro per permettere alla fanteria di tenere il passo e organizzare un rastrellamento più sistematico dell'isola. Roi fu quindi dichiarata sicura già alle 18:00 del 1º febbraio.

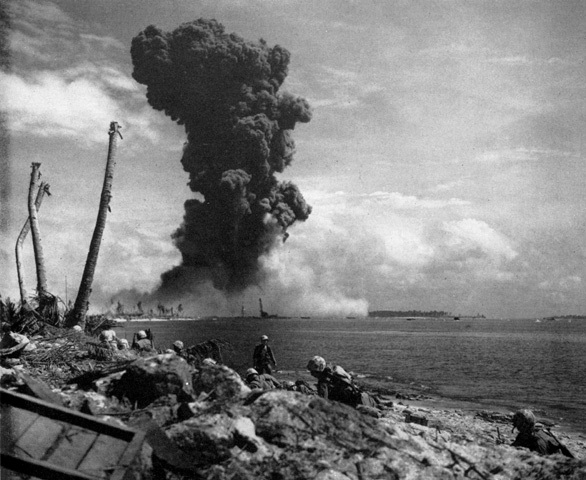
L'esplosione del deposito siluri di Namur fotografata dalla costa della vicina isola di Roi

Lo sbarco dei marine a Namur fu più confusionario e disorganizzato: gli LVT assegnati all'operazione erano gli stessi già impiegati nell'occupazione delle isole secondarie il giorno prima e non erano ancora stati riforniti e riorganizzati, il che causò ritardi e mescolamenti delle varie unità; Namur era inoltre fittamente boscosa, e i numerosi detriti e crateri lasciati dal bombardamento preliminare ostacolavano non poco il movimento dei mezzi corazzati statunitensi. I marine si assicurarono rapidamente il controllo delle spiagge, ma l'avanzata nell'interno procedette lentamente, dando modo ai giapponesi di riorganizzarsi e predisporre una difesa ostinata; la situazione fu aggravata quando una squadra di marine assaltò una costruzione in cemento armato lanciandovi all'interno degli esplosivi: la struttura non era però un fortino giapponese ma un deposito di siluri, che esplose fragorosamente causando molte vittime e confusione tra i marine. Più di metà dell'isola fu conquistata il primo giorno, ma al calare del buio i marine sospesero l'avanzata e si trincerarono per la notte; seguirono incursioni sparse per tutta la notte da parte di piccoli reparti giapponesi e un contrattacco più consistente all'alba, che fu respinto dai marine con il supporto dei carri armati. L'avanzata riprese la mattina del 2 febbraio e, pur dovendo sgombrare molte postazioni dove i giapponesi si erano attestati, i marine raggiunsero la costa nord già a mezzogiorno; Namur fu quindi dichiarata sicura alle 14:00 di quello stesso giorno.

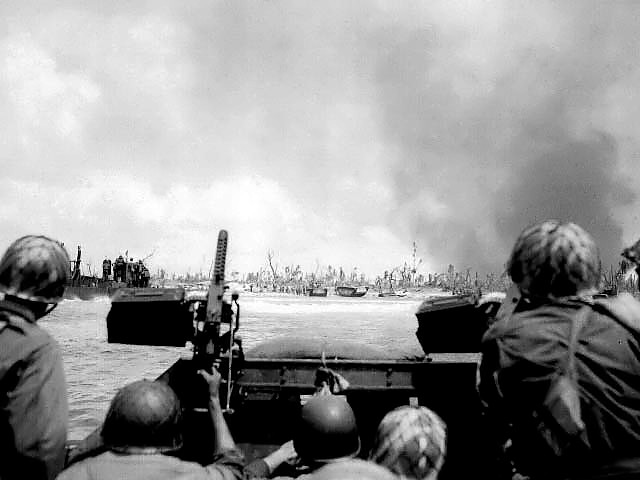
Lo sbarco dei soldati statunitensi a Kwajalein ripreso da bordo di un LVT

Contemporaneamente all'inizio delle operazioni a Roi-Namur, la Southern Attack Force era giunta in vista dell'isola di Kwajalein nelle prime ore del 31 gennaio; l'ammiraglio Turner e il generale Holland Smith, imbarcati non su una corazzata ma su una nave comando apposita, la USS Rocky Mount, dotata di adeguati apparati di comunicazione, seguivano in prima persona l'operazione. Lo svolgimento fu identico a quello di Roi-Namur, con la flotta d'appoggio che riversò sull'isola un pesante fuoco d'artiglieria intervallato da incursioni dei bombardieri pesanti e dei velivoli delle portaerei; mentre il bombardamento proseguiva e i sommozzatori dell'UDT ispezionavano le spiagge prescelte per lo sbarco, elementi della 7th Infantry Division catturarono le piccole isole poste a nord-ovest di Kwajalein, eliminandovi i distaccamenti di vigilanza nipponici e approntando postazioni di artiglieria per appoggiare lo sbarco principale. Questo fu lanciato alle 09:30 del 1º febbraio, preceduto da un bombardamento preventivo che ebbe pochi eguali nel corso della guerra del Pacifico: le navi al largo e l'artiglieria terrestre riversarono su Kwajalein più di 36 000 colpi di grosso calibro, mentre i velivoli delle portaerei colpirono l'isola con 96 incursioni.
Due reggimenti della 7th Division sbarcarono sull'estremità occidentale di Kwajalein da LVT e mezzi da sbarco, appoggiati da carri armati in configurazione anfibia; le spiagge furono prese con poche perdite, ma ancora una volta la fitta vegetazione e i detriti lasciati dal bombardamento ritardarono la progressione dell'avanzata, che a sera era arrivata più o meno a metà del campo di aviazione incompleto che occupava la parte occidentale dell'isola. Per i successivi due giorni i soldati statunitensi portarono avanti la loro avanzata attraverso tutta la lunghezza dell'isola, ostacolati dai detriti e dall'ostinata resistenza nemica; molte postazioni giapponesi erano costituite da bunker e trincee interrate, e spesso i reparti statunitensi dovettero fermarsi per permettere l'eliminazione di sacche di resistenza superate dall'avanzata del fronte principale. Una serie di violenti contrattacchi giapponesi fu sferrata nella notte tra il 3 e il 4 febbraio, venendo tuttavia respinta; per la mattina del 4 febbraio quanto rimaneva della guarnigione nipponica era stato confinato nell'angolo nord-orientale di Kwajalein, sottoposto a continui bombardamenti aerei e di artiglieria. L'isola fu dichiarata sicura alle 16:10 del 4 febbraio, anche se il rastrellamento della parte nord non fu completato che tre ore più tardi.

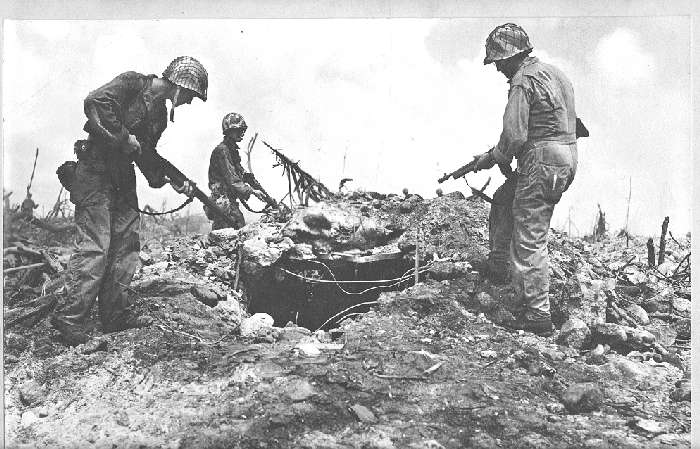
Soldati statunitensi ispezionano cautamente l'entrata di un bunker giapponese a Kwajalein

Visto che i suoi servigi non erano stati richiesti a Kwajalein, il terzo reggimento della 7th Division fu inviato ad assaltare l'isola di Ebeye più a nord, dove i giapponesi avevano allestito una base per idrovolanti: preceduti da due giorni di bombardamenti da parte di navi, aerei e artiglieria terrestre piazzata sulle isole vicine, gli statunitensi sbarcarono nella parte sud dell'isola il 3 febbraio con carri e LVT; furono necessari due giorni per eliminare la piccola ma ostinata guarnigione giapponese, ed Ebeye fu dichiarata sicura alle 13:30 del 4 febbraio. Le altre isole dell'atollo di Kwajalein furono assaltate e messe in sicurezza, tra il 4 e il 5 febbraio, dai marine della 4th Division a nord e dai soldati della 7th Division a sud: la maggior parte erano disabitate o presidiate solo da poche vedette, ma alcune avevano piccoli distaccamenti giapponesi di un centinaio di uomini, che tuttavia furono eliminati al termine di brevi scontri. L'intero atollo di Kwajalein fu dichiarato sicuro l'8 febbraio.
Pur dovendo fronteggiare una guarnigione giapponese grande il doppio di quella di Betio, a Kwajalein gli statunitensi riportarono perdite di gran lunga inferiori rispetto a quelle delle precedenti battaglie, segno che le lezioni della campagna delle Gilbert erano state assimilate: nel suo assalto a Roi-Namur i marine riportarono un totale di 186 morti, 617 feriti e 181 dispersi, mentre negli scontri a Kwajalein, Ebeye e isole vicine i reparti dell'Esercito riportarono un totale di 142 morti, 845 feriti e due dispersi. Ancora una volta la guarnigione giapponese si fece completamente annientare piuttosto che arrendersi: a Roi-Namur e isolotti vicini gli statunitensi contarono 3 570 caduti giapponesi, mentre altri 4 485 furono conteggiati a Kwajalein e dintorni e 450 su Ebeye; i prigionieri ammontarono in totale a 297, per la maggior parte operai coreani oppure soldati feriti o traumatizzati dai bombardamenti. Tra i caduti figurava anche il comandante della 6ª Forza di base contrammiraglio Monzō Akiyama, ucciso a Kwajalein il 2 febbraio durante un bombardamento; stime degli stessi statunitensi indicarono che tra il 50 e il 75% delle perdite giapponesi si era registrato ben prima degli sbarchi veri e propri, a causa dei bombardamenti aerei e navali preliminari.

### Il raid su Truk

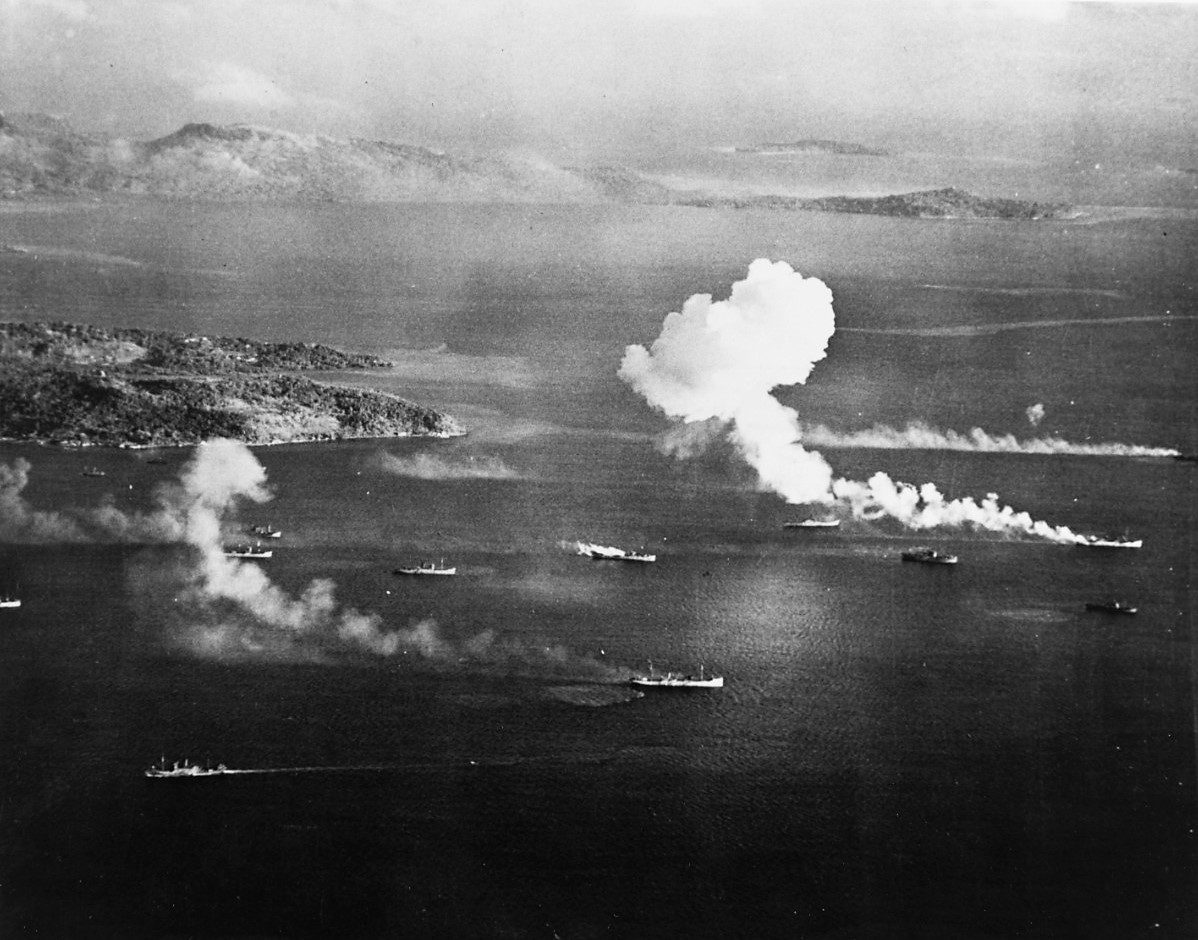
Le navi giapponesi ancorate nella laguna di Truk sono attaccate dai velivoli statunitensi il 17 febbraio 1944

La rapida cattura dell'atollo di Kwajalein portò i comandi statunitensi ad anticipare i piani per l'operazione Catchpole, la cattura di Eniwetok. Secondo i piani originari l'atollo avrebbe dovuto essere assaltato il 19 marzo 1944 dalla 2nd Marine Division, incarico poi riassegnato alla 27th Infantry Division e anticipato al 1º marzo; la constatazione che le nuove tattiche di assalto anfibio messe a punto dopo Tarawa funzionavano egregiamente portò a un nuovo anticipo. L'avvio di Catchpole fu fissato al 17 febbraio 1944; l'operazione sarebbe stata portata a termine dalla riserva del VAC, il Task Group 1 del generale Watson, il cui impiego non si era rivelato necessario a Kwajalein. I comandi statunitensi non si erano tuttavia del tutto liberati dei timori circa la minaccia rappresentata dalle forze aeronavali giapponesi che, per quanto neutralizzata durante le azioni nelle Gilbert e nelle Marshall, rimaneva ancora reale: nelle prime ore del 12 febbraio sei idrovolanti Kawanishi H8K provenienti da Ponape nelle Caroline colpirono il grande deposito di carburante e munizioni appena allestito dagli statunitensi sull'isola di Roi, causando una serie di esplosioni che distrusse l'85% dei rifornimenti stoccati, uccise 30 soldati e ne ferì altri 300. Eniwetok si trovava ampiamente nel raggio d'azione delle basi aeree giapponesi nelle Marianne e nelle Caroline, le quali quindi andavano neutralizzate prima di tentare un assalto in grande stile all'atollo.
La grande base giapponese di Truk era quella che destava negli statunitensi le preoccupazioni maggiori. Bastione giapponese nel Pacifico centrale e principale base logistica della Marina imperiale nella regione, Truk era uno degli atolli più ampi del Pacifico e la sua laguna interna, ospitante un certo numero di grosse isole, era un eccellente porto naturale; la base era stata dotata dai giapponesi di pesanti difese appoggiate da centinaia di aerei dislocati nei cinque campi di aviazione allestiti sulle isole dell'atollo, meritandosi così l'appellativo di "Gibilterra del Pacifico". L'assalto diretto e la conquista di una simile posizione furono giudicati dagli statunitensi come un'impresa troppo dispendiosa, e secondo i dettami della leapfrogging strategy si decise che Truk sarebbe stata aggirata e neutralizzata con una serie di massicci attacchi aerei a opera della flotta di portaerei veloci (operazione Hailstone); la Task Force 58 dell'ammiraglio Marc Mitscher, con Spruance ad accompagnarlo, fece quindi rotta su Truk con una forza di cinque portaerei di squadra e quattro leggere, cariche di 560 aerei e scortate da sette navi da battaglia, dieci incrociatori e 28 cacciatorpediniere.

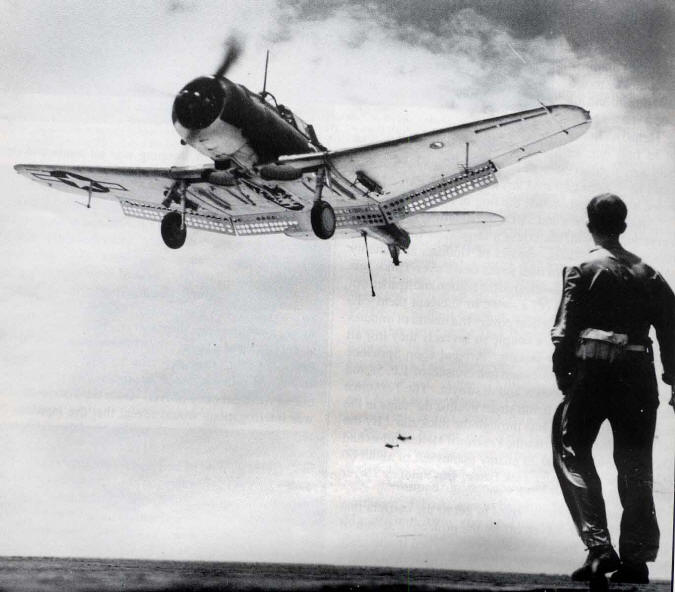
Un bombardiere Douglas SBD Dauntless rientra sulla Yorktown dopo l'incursione su Truk

A Truk il viceammiraglio Masami Kobayashi, comandante della 4ª Flotta, si stava preparando a resistere a un attacco nemico, forte dei circa 365 velivoli a sua disposizione schierati negli aeroporti dell'atollo; dopo la perdita di Kwajalein, Kobayashi ricevette ordine da Tokyo di trasferire le unità navali ammassate a Truk nelle più sicure basi dell'arcipelago delle Palau: tale movimento non era stato ancora completato quando, all'alba del 17 febbraio, i velivoli della Task Force 58 iniziarono i loro attacchi. Le portaerei statunitensi erano riuscite a portarsi al largo di Truk senza essere avvistate e i velivoli nipponici dovettero decollare in pieno allarme per contrastare le ondate di aerei statunitensi che si abbatterono in successione sulla base; i nuovi caccia Grumman F6F Hellcat statunitensi, entrati in servizio nel settembre 1943, si dimostrarono superiori rispetto ai Mitsubishi A6M che formavano il grosso della forza caccia della Marina imperiale e, dopo una serie di feroci duelli, la US Navy acquisì la superiorità aerea sull'atollo: bombardieri e aerosiluranti statunitensi si accanirono quindi sulle strutture a terra e sulle navi ancorate nella laguna, infliggendo danni gravissimi. Un gruppo di navi giapponesi, comprendente l'incrociatore leggero Katori, due cacciatorpediniere, un incrociatore ausiliario e un dragamine, era salpato da Truk poche ore prima dell'attacco, ma fu subito raggiunto dai velivoli statunitensi e quindi ingaggiato dai grossi calibri delle navi da battaglia USS New Jersey e USS Iowa: solo uno dei cacciatorpediniere riuscì a evitare l'affondamento e a fuggire dal luogo dello scontro.
Il viceammiraglio Kobayashi richiamò ogni aereo disponibile nelle Caroline e nella notte tra il 17 e il 18 febbraio vari gruppi di velivoli giapponesi tentarono contrattacchi ai danni della Task Force 58, agendo però in maniera scoordinata e con scarsi risultati: solo uno degli aerosiluranti nipponici riuscì a portarsi in posizione di tiro e a colpire con un ordigno la portaerei USS Intrepid, che dovette abbandonare l'azione e ritirarsi. All'alba del 18 febbraio i velivoli statunitensi tornarono su Truk per una seconda serie di incursioni, accanendosi nuovamente contro le strutture e i depositi a terra prima che l'intera Task Force 58 facesse ritorno alla base; le perdite statunitensi ammontarono in totale a 25 aerei abbattuti. I raid aerei del 17-18 febbraio distrussero in pratica Truk come base militare operativa: le caserme, le officine e i depositi di carburante e munizioni dell'atollo avevano subito danni importanti, mentre circa 300 aerei nipponici erano stati distrutti in volo o a terra. Nella rada di Truk o nelle acque vicine furono affondate navi giapponesi per un totale di circa 200 000 tonnellate di stazza lorda: il totale comprendeva due incrociatori leggeri, quattro cacciatorpediniere, tre incrociatori ausiliari e una trentina di mercantili e unità da trasporto, incluse cinque petroliere. Truk sarebbe rimasta in mani giapponesi fino alla fine della guerra, ma dal febbraio 1944 le forze che la occupavano non furono più in grado di influire sull'esito del conflitto.

### L'invasione di Eniwetok

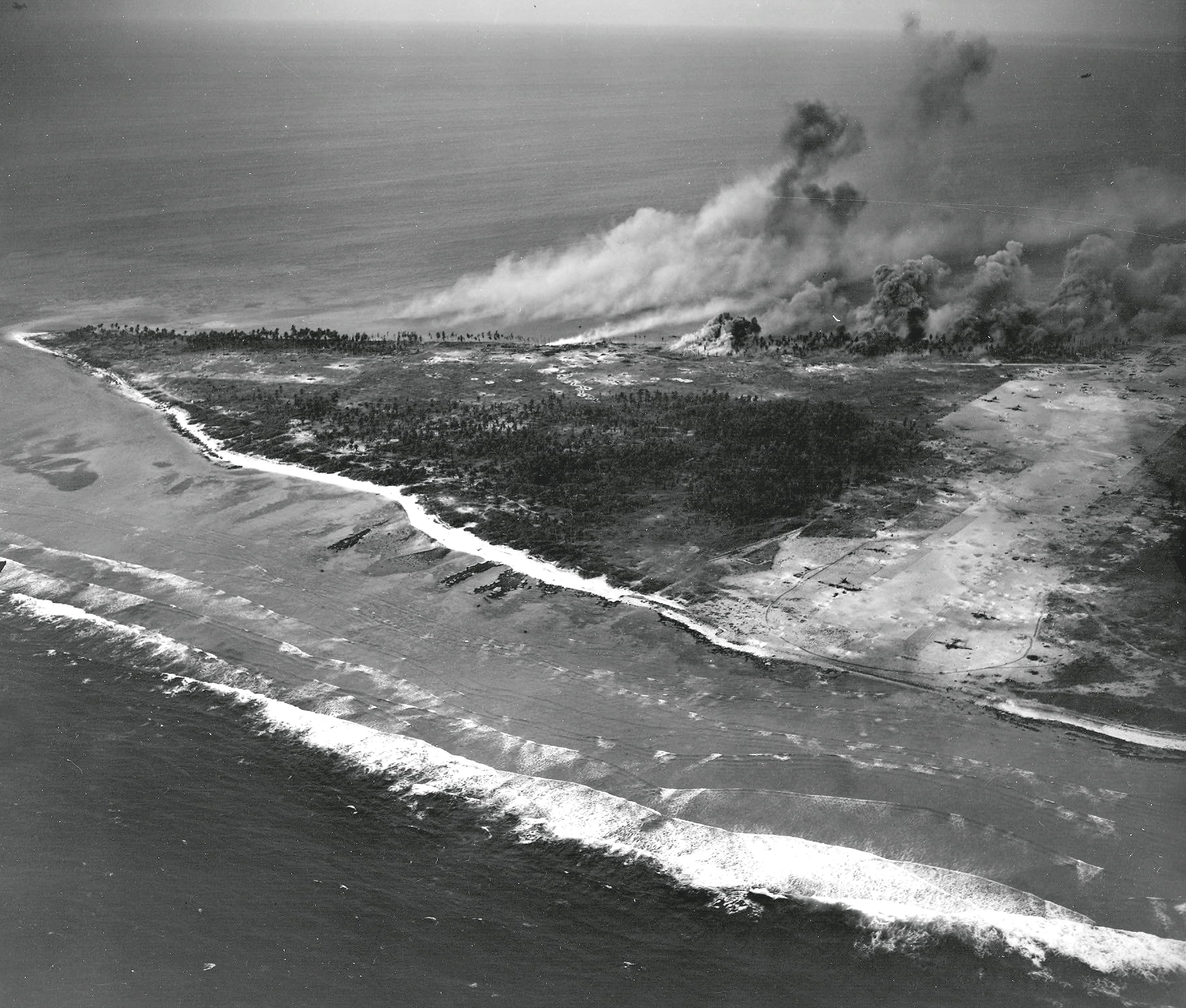
Colonne di fumo si alzano sull'isola di Engebi durante i bombardamenti preliminari allo sbarco statunitense

La flotta assegnata all'operazione Catchpole salpò da Kwajalein il 15 febbraio, raggiungendo le acque attorno Eniwetok due giorni dopo. In un'impressionante dimostrazione di potenza, la mattina del 17 febbraio la flotta statunitense fece il suo ingresso nelle acque della laguna di Eniwetok dopo che i dragamine ebbero ripulito l'entrata più ampia: in pieno giorno tre navi da battaglia, tre incrociatori, 15 cacciatorpediniere, 16 navi da carico e da trasporto, una LSD e nove LST transitarono per il passaggio in fila indiana, mentre sette portaerei con i loro cacciatorpediniere di scorta rimanevano ad appoggiare l'operazione al largo. Intervallandosi con i raid aerei, le navi statunitensi iniziarono un bombardamento massiccio delle postazioni giapponesi sulle isole dell'atollo, portandosi anche a 1 500 metri dalle coste; coperti dal bombardamento, i marine della compagnia da ricognizione anfibia del VAC sbarcarono e misero in sicurezza alcune piccole isolette a sud-est dell'isola di Engebi, la più settentrionale dell'atollo e su cui sorgeva la base aerea giapponese di Eniwetok, consentendo il posizionamento delle batterie dell'artiglieria terrestre che avrebbero coperto lo sbarco previsto per l'indomani. Come ormai di consueto, i sommozzatori dell'UDT ispezionarono le spiagge di Engebi, trovandole prive di ostacoli.
L'assalto a Engebi ebbe inizio alle 08:45 del 18 febbraio: coperti dal massiccio bombardamento delle navi, dei velivoli delle portaerei, dell'artiglieria terrestre e dei lanciarazzi montati sui mezzi da sbarco, due battaglioni del 22nd Marine presero terra sulle spiagge sud-occidentali di Engebi, affacciate sulla laguna interna. Le postazioni difensive giapponesi sulla spiaggia erano state spazzate via dal bombardamento e nel giro di un paio d'ore i marine avevano rastrellato la maggior parte della metà occidentale dell'isola, in gran parte occupata dalla pista della base aerea; la costa nord-orientale, fittamente ricoperta di boscaglia e costellata di trincee giapponesi, fu duramente contesa e messa in sicurezza solo alle 18:30. Per tutta la notte gruppi sparsi di soldati giapponesi, lasciati indietro dall'avanzata statunitense, tentarono assalti e infiltrazioni contro le postazioni dei marine, venendo sempre respinti; Engebi fu infine dichiarata sicura alle 08:00 del 19 febbraio.

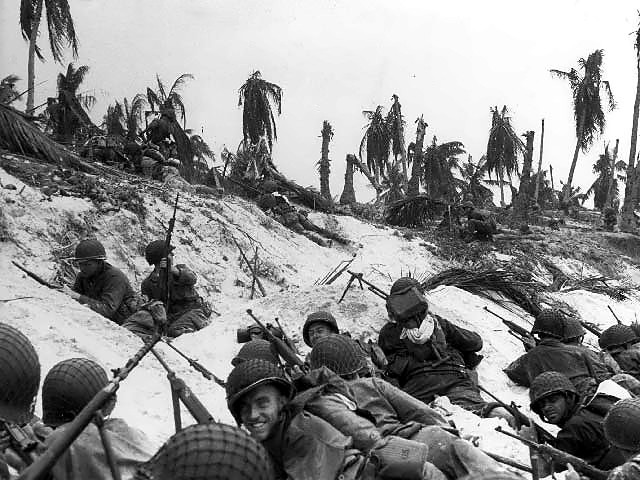
Soldati statunitensi ammassati sulle spiagge di Eniwetok durante gli sbarchi del febbraio 1944

Il successivo obiettivo degli statunitensi era l'isola di Eniwetok, posta nella parte meridionale dell'atollo; rapporti dell'ultima ora dei servizi d'informazione rivelarono che l'isola ospitava più truppe giapponesi del previsto e pertanto ai due battaglioni del 106th Infantry Regiment dell'Esercito che avrebbero guidato lo sbarco fu aggiunto anche il terzo battaglione del 22nd Marine, tenuto in riserva durante l'azione a Engebi. Lo sbarco ebbe inizio alle 09:00 del 19 febbraio, preceduto dal solito intenso bombardamento che tuttavia fu meno pesante del solito, visto che l'isola si trovava fuori dal raggio di tiro delle batterie di artiglieria pesante sbarcate nei dintorni di Engebi: gli statunitensi presero terra sulla costa nord-occidentale di Eniwetok, incontrando però numerose postazioni difensive nipponiche che rallentarono la progressione dell'avanzata; un massiccio contrattacco giapponese sferrato nel primo pomeriggio fu respinto, ma al prezzo di molte perdite. Dopo aver attraversato da parte a parte l'isola, le unità statunitensi continuarono l'avanzata in direzione dell'estremità sud-occidentale di Eniwetok; fu ordinato di continuare ad avanzare anche dopo il calare del buio, ma ciò causò una mancanza di coordinamento dell'avanzata tra i reparti dell'Esercito sulla costa nord e quelli dei Marine sulla costa sud: un contrattacco giapponese sferrato nelle prime ore del 20 febbraio portò a infiltrazioni nelle retrovie del fronte statunitense, poi respinte in mattinata dopo duri scontri. L'estremità sud-occidentale di Eniwetok fu presa dai marine nel primo pomeriggio del 20 febbraio, mentre l'estremità nord-orientale fu infine messa in sicurezza dai reparti dell'Esercito alle 16:30 del 21 febbraio.

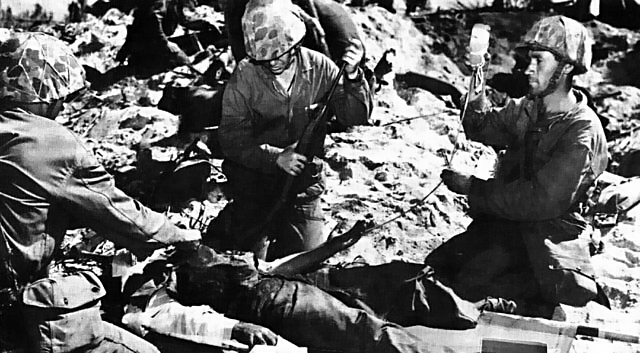
Un marine ferito è soccorso dai suoi compagni durante gli scontri sull'atollo di Eniwetok

Mentre lo sbarco a Eniwetok prendeva vita, quello stesso 19 febbraio la compagnia da ricognizione del VAC mise piede sull'isola di Japtan più a nord, ripulendola dalle poche vedette giapponesi e preparando il terreno all'installazione delle batterie pesanti di artiglieria terrestre. Queste ultime, unitamente alle navi e agli aerei, iniziarono quindi il 21 febbraio a martellare l'ultima posizione rimasta in mano ai giapponesi, l'isola di Parry situata tra Japtan a nord ed Eniwetok a sud; in ragione della resistenza incontrata su Eniwetok, il programma di bombardamento fu incrementato rispetto a quanto previsto. Il 22nd Marine lanciò quindi l'invasione di Parry alle 09:00 del 22 febbraio, sbarcando sul lato nord-orientale dell'isola affacciato sulla laguna interna: una testa di ponte fu rapidamente stabilita e un contrattacco giapponese, condotto anche con l'impiego di tre carri armati, fu annientato dalla superiore potenza di fuoco dei reparti statunitensi. Per le 13:30 la metà settentrionale dell'isola era in mano ai marine, ma ancora una volta fu necessario impegnarsi a fondo per snidare gli ostinati difensori giapponesi dalle loro postazioni sotterranee; dopo un'altra preparazione di artiglieria, l'avanzata verso sud riprese, e a sera solo i difensori asserragliati nell'estrema punta meridionale di Parry continuavano a resistere. Il rastrellamento dell'isola fu quindi completato per le 09:30 del 23 febbraio, sancendo la fine della battaglia.
Il fanatismo delle truppe giapponesi non era stato intaccato dalle recenti sconfitte e la guarnigione di Eniwetok si fece annientare pur di non cedere le armi: circa 1 280 militari nipponici caddero in combattimento a Engebi, 800 a Eniwetok e circa 1 300 su Parry; i prigionieri catturati sulle tre isole ammontarono in totale a 105. Le perdite totali riportate dai reparti statunitensi ammontarono a 1 269 uomini: 219 morti, 568 feriti e 39 dispersi tra le unità dei marine e 94 morti, 311 feriti e 38 dispersi tra quelle dell'Esercito.

## Conseguenze

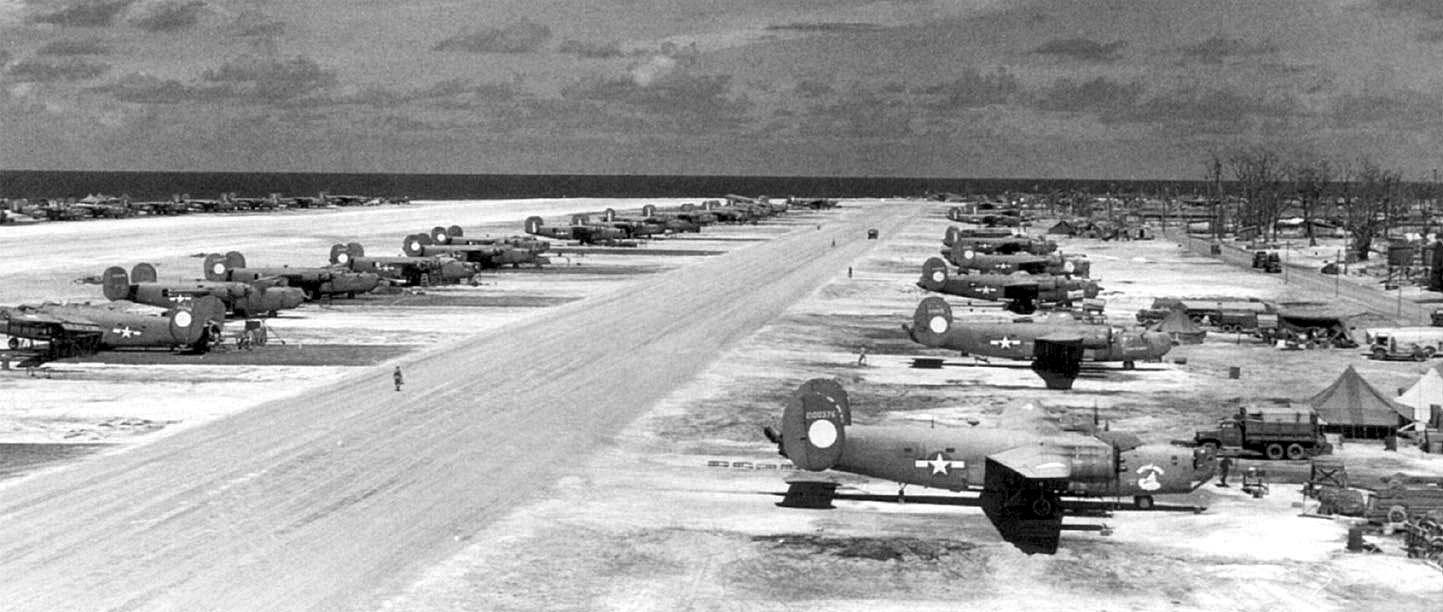
Bombardieri B-24 statunitensi ammassati nella nuova base aerea di Kwajalein nel giugno 1944

Tra il 7 marzo e il 5 aprile 1944 il 22nd Marine, di guarnigione su Kwajalein, portò a termine l'operazione Flintlock Jr.: furono condotti una trentina di sbarchi anfibi sugli atolli minori delle Marshall, al fine di eliminare i piccoli distaccamenti di vigilanza nipponici qui rimasti e affermare il controllo degli Stati Uniti sull'arcipelago agli occhi della popolazione locale; un centinaio di soldati giapponesi rimase ucciso e altri 16 furono fatti prigionieri, al prezzo di perdite minime per gli statunitensi. Altri reparti di marine misero in sicurezza gli atolli non presidiati di Aur ed Erikub il 17 aprile, mentre il 21 aprile un battaglione di fanteria assaltò l'atollo di Ujelang, uccidendo i 18 giapponesi lì stanziati. Al comando del contrammiraglio Masuda Nisuka circa 13 000 soldati giapponesi continuavano a resistere asserragliati negli atolli di Mille, Maloelap, Jaluit e Wotje, ma erano ormai a tutti gli effetti tagliati fuori e isolati: nel corso del marzo 1944 vari gruppi navali statunitensi di corazzate, incrociatori e portaerei colpirono sistematicamente le restanti postazioni giapponesi nelle Marshall e, pur incontrando ancora una vigorosa opposizione da parte dell'artiglieria costiera e antiaerea nipponica, riuscirono fondamentalmente a neutralizzare quanto restava delle capacità offensive rimaste al nemico. La continuazione della guerra fu un tormento inutile per le guarnigioni giapponesi: tentativi di recapitarvi rifornimenti dal Giappone tramite sommergibili da trasporto ebbero scarsi risultati, mentre bombardamenti aerei e navali statunitensi tornavano periodicamente ad abbattersi su di esse; i reparti aerei statunitensi impiegavano frequentemente le isole rimaste in mano ai giapponesi per condurre realistiche esercitazioni di bombardamento prima di essere destinati ad altre operazioni al fronte. I bombardamenti uccisero non meno di 2 500 soldati giapponesi e più di 4 800 morirono di fame o malattie; i derelitti sopravvissuti comunque consegnarono le armi solo al momento della resa del Giappone il 2 settembre 1945.
La perdita delle Marshall e la contemporanea neutralizzazione della base operativa di Truk furono un brutto colpo per la dirigenza giapponese: il perimetro difensivo del Pacifico centrale era stato sfondato e l'avanzata statunitense andava avvicinandosi pericolosamente alle isole patrie; se le sconfitte e le ritirate riportate nel Pacifico meridionale tra il 1942 e il 1943 erano state giustificate come azioni meramente tattiche e in qualche modo predisposte e compensate nei piani dell'alto comando, la situazione nel febbraio 1944 appariva ben più drammatica per il Giappone. Il gabinetto del primo ministro Hideki Tōjō fu attraversato da critiche feroci circa la condotta della guerra fino a quel momento, a cui Tōjō rispose imponendo un giro di sostituzioni tra gli alti gradi delle forze armate: il 21 febbraio 1944 l'ammiraglio Osami Nagano e il maresciallo Hajime Sugiyama furono sollevati dall'incarico, rispettivamente, di capo di stato maggiore della Marina e dell'Esercito con l'accusa di incapacità e disfattismo; l'incarico di capo di stato maggiore della Marina andò all'ammiraglio Shigetarō Shimada, un fedelissimo di Tōjō, mentre lo stesso primo ministro assunse l'incarico di capo di stato maggiore dell'Esercito.
Furono immediatamente predisposti piani per rinforzare la restante linea difensiva nipponica nel Pacifico centrale e preparare la successiva battaglia decisiva contro la flotta statunitense, che in effetti era rapidamente in arrivo: dopo aver distaccato temporaneamente le sue portaerei in aprile per appoggiare gli sbarchi anfibi delle forze di MacArthur nel nord-ovest della Nuova Guinea, Nimitz preparò il suo successivo "balzo" nel Pacifico centrale per la metà di giugno 1944, quando la Fifth Fleet lanciò l'invasione anfibia delle isole Marianne. Le lezioni apprese durante l'operazione Galvanic nelle Gilbert e poi messe in pratica durante le operazioni Flintlock e Catchpole nelle Marshall furono fondamentali per la prosecuzione delle operazioni statunitensi nel Pacifico: ancora molti sbarchi e assalti anfibi attendevano i reparti dei marine e dell'US Army prima dell'agognata capitolazione del Giappone, ma le tattiche erano state assimiliate e gli equipaggiamenti messi a punto. Le grandi basi aeree e navali messe a punto a Eniwetok e Kwajalein furono inoltre fondamentali per garantire la catena dei rifornimenti e l'operatività delle forze statunitensi nel Pacifico.
Dopo gli anni turbolenti della seconda guerra mondiale, le isole Gilbert tornarono alla precedente dominazione coloniale britannica; l'autogoverno degli isolani fu progressivamente aumentato e, il 12 luglio 1979, l'arcipelago divenne uno Stato indipendente come Repubblica di Kiribati. Alla conclusione del conflitto il vecchio territorio del Mandato del Pacifico meridionale giapponese fu affidato dalle Nazioni Unite agli Stati Uniti come amministrazione fiduciaria e le isole Marshall furono quindi amministrate dal governo di Washington come parte del Territorio fiduciario delle Isole del Pacifico. Le Marshall rivestirono ancora una certa importanza militare per gli Stati Uniti durante gli anni della guerra fredda: Kwajalein fu impiegata come sito di monitoraggio durante gli esperimenti di lancio del programma statunitense riguardante i missili balistici, con l'ampia laguna dell'atollo designata come sito per la caduta degli ordigni lanciati dagli Stati Uniti continentali; gli atolli di Eniwetok e Bikini furono invece luoghi di diversi test di armi nucleari statunitensi. Le Marshall furono dotate di un autogoverno nel 1979, e ottennero infine l'indipendenza il 21 ottobre 1986 come Stato associato agli Stati Uniti.

### Annotazioni
1. ↑  Kwajalein è l'atollo più grande del mondo, con 93 isole e isolette disposte a forma di falce per 106 chilometri in lunghezza e 32 chilometri in larghezza.
2. ↑  Dall'aprile 1944 ridenominata United States Fifth Fleet.
3. ↑  Nimitz ordinò a Spruance di «precipitarsi dentro e uscirne subito», ovvero di portare a termine l'operazione nel minor tempo possibile.
4. ↑  Per tradizione i reggimenti del Corpo dei Marine sono indicati genericamente come "Marine" senza distinzioni tra fanteria, artiglieria o genio.
5. ↑  Mitscher sostituì il contrammiraglio Pownall alla guida della flotta portaerei veloci all'inizio del 1944, dopo che l'operato di Pownall nelle precedenti operazioni fu giudicato come eccessivamente prudente e poco aggressivo; vedi (EN) Pownall, Charles Alan (1887-1975), su pwencycl.kgbudge.com. URL consultato il 3 luglio 2021.
6. ↑  Il colonnello David M. Shoup, poi insignito della Medal of Honor per le sue azioni a Tarawa.

### Fonti
1. ↑  Wright, p. 10.
2. 1 2 3  Rottman, p. 7.
3. ↑  Morton, pp. 434-437.
4. ↑  Morton, pp. 437-443.
5. ↑  Millot, p. 544.
6. ↑  Liddell Hart, pp. 700-702.
7. ↑  Morton, pp. 449-450.
8. ↑  Liddell Hart, pp. 702-703.
9. ↑  Morton, pp. 450-460.
10. 1 2  Rottman, pp. 11-12.
11. ↑  Millot, p. 595.
12. ↑  Japanese Monographs, p. 1.
13. ↑  Crowl & Love, pp. 206-208.
14. ↑  Japanese Monographs, pp. 1-2.
15. ↑  Rottman, p. 11.
16. ↑  Japanese Monographs, p. 2.
17. ↑  Rottman, pp. 12-16.
18. ↑  Crowl & Love, pp. 208-209.
19. ↑  Millot, pp. 68-71, 446.
20. ↑  Rottman, p. 9.
21. ↑  Wright, pp. 10, 18, 25.
22. ↑  Wright, p. 11.
23. 1 2  (EN) Operation Gi, su codenames.info. URL consultato il 28 gennaio 2021.
24. ↑  Japanese Monographs, pp. 7-9.
25. ↑  Japanese Monographs, pp. 9-11.
26. ↑  Crowl & Love, pp. 61-62.
27. ↑  Crowl & Love, pp. 62-64.
28. 1 2  Millot, pp. 546-547.
29. ↑  Wright, pp. 10-11.
30. ↑  Liddell Hart, p. 717.
31. ↑  Millot, pp. 549-550.
32. ↑  Wright, pp. 13-14.
33. 1 2  Rottman, pp. 8-9.
34. ↑  Millot, p. 596.
35. ↑  Millot, pp. 543-545.
36. ↑  Rottman, p. 21.
37. ↑  Japanese Monographs, pp. 23-24.
38. ↑  Crowl & Love, p. 68.
39. ↑  Wright, pp. 24-25.
40. ↑  Morton, pp. 481-483.
41. 1 2  Valzania, p. 197.
42. ↑  Wright, p. 20, 22.
43. ↑  Wright, pp. 18-20 22.
44. ↑  Millot, p. 549.
45. ↑  Liddel-Hart, p. 718.
46. ↑  Rottman, p. 26.
47. ↑  Millot, p. 599.
48. ↑  Rottman, pp. 26-30.
49. ↑  Liddel-Hart, p. 720.
50. ↑  Rottman, pp. 24-25, 30-31.
51. ↑  Wright, pp. 16-17.
52. ↑  Japanese Monographs, p. 40.
53. ↑  Crowl & Love, p. 73.
54. ↑  Wright, pp. 20-21, 25, 77.
55. ↑  Millot, pp. 550-552.
56. ↑  Crowl & Love, pp. 216-218.
57. 1 2 3 4  Rottman, pp. 31-35.
58. ↑  Crowl & Love, p. 212.
59. ↑  Crowl & Love, p. 218.
60. ↑  Crowl & Love, pp. 210-211.
61. ↑  Crowl & Love, pp. 53-54, 67-68.
62. ↑  Japanese Monographs, p. 26.
63. ↑  Millot, pp. 529-530, 552-554.
64. ↑  Crowl & Love, pp. 68-70.
65. ↑  Japanese Monographs, p. 32.
66. ↑  Crowl & Love, pp. 53-56.
67. ↑  Japanese Monographs, pp. 40-41.
68. ↑  Crowl & Love, pp. 57-59.
69. ↑  Wright, pp. 22-23, 26-29.
70. ↑  Wright, pp. 27-31.
71. ↑  Wright, pp. 29-48.
72. ↑  Wright, pp. 48-49.
73. ↑  Wright, pp. 52-76.
74. ↑  Millot, p. 571.
75. ↑  Wright, p. 93.
76. 1 2 3  Wright, pp. 76-80.
77. 1 2  Crowl & Love, pp. 125-126.
78. 1 2  Millot, pp. 572-573.
79. ↑  Japanese Monographs, pp. 48-50.
80. ↑  Japanese Monograhps, pp. 48, 50-51.
81. ↑  Japanese Monographs, pp. 52-53.
82. ↑  Wright, pp. 80-81.
83. ↑  Wright, pp. 74, 82-83.
84. ↑  Rottman, pp. 17, 36.
85. ↑  Crowl & Love, pp. 193-199.
86. ↑  Japanese Monographs, p. 51.
87. ↑  Rottman, pp. 36-37.
88. ↑  Rottman, pp. 37-38.
89. ↑  Millot, pp. 598-599.
90. ↑  Rottman, pp. 38-44.
91. ↑  Rottman, pp. 44-50.
92. ↑  Millot, pp. 600-602.
93. ↑  Rottman, pp. 51-53.
94. ↑  Millot, pp. 602-604.
95. ↑  Rottman, pp. 55-56.
96. 1 2  Millot, pp. 604-606.
97. ↑  Rottman, pp. 56-66.
98. ↑  Rottman, pp. 66-67.
99. 1 2  Rottman, p. 88.
100. ↑  Rottman, p. 25.
101. ↑  Rottman, p. 53.
102. ↑  Rottman, p. 20.
103. ↑  Rottman, p. 86.
104. ↑  Millot, p. 606.
105. ↑  Valzania, p. 199.
106. ↑  Millot, p. 607.
107. 1 2  Valzania, pp. 199-200.
108. 1 2  Millot, pp. 608-610.
109. ↑  Crowl & Love, pp. 338-339.
110. ↑  Rottman, pp. 67-69.
111. ↑  Rottman, pp. 69-73.
112. ↑  Millot, pp. 611-613.
113. ↑  Rottman, pp. 77-78.
114. ↑  Rottman, pp. 79-85.
115. ↑  Rottman, pp. 86-87.
116. ↑  Millot, p. 634.
117. ↑  Millot, pp. 615-616.
118. ↑  Rottman, pp. 88-89.
119. ↑  Rottman, pp. 92-93.